# Climat de La Réunion

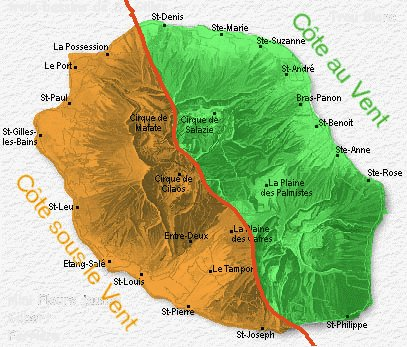
Les notions de Côte-au-vent et de Côte-sous-le-vent sont les déterminants clés du climat réunionnais.

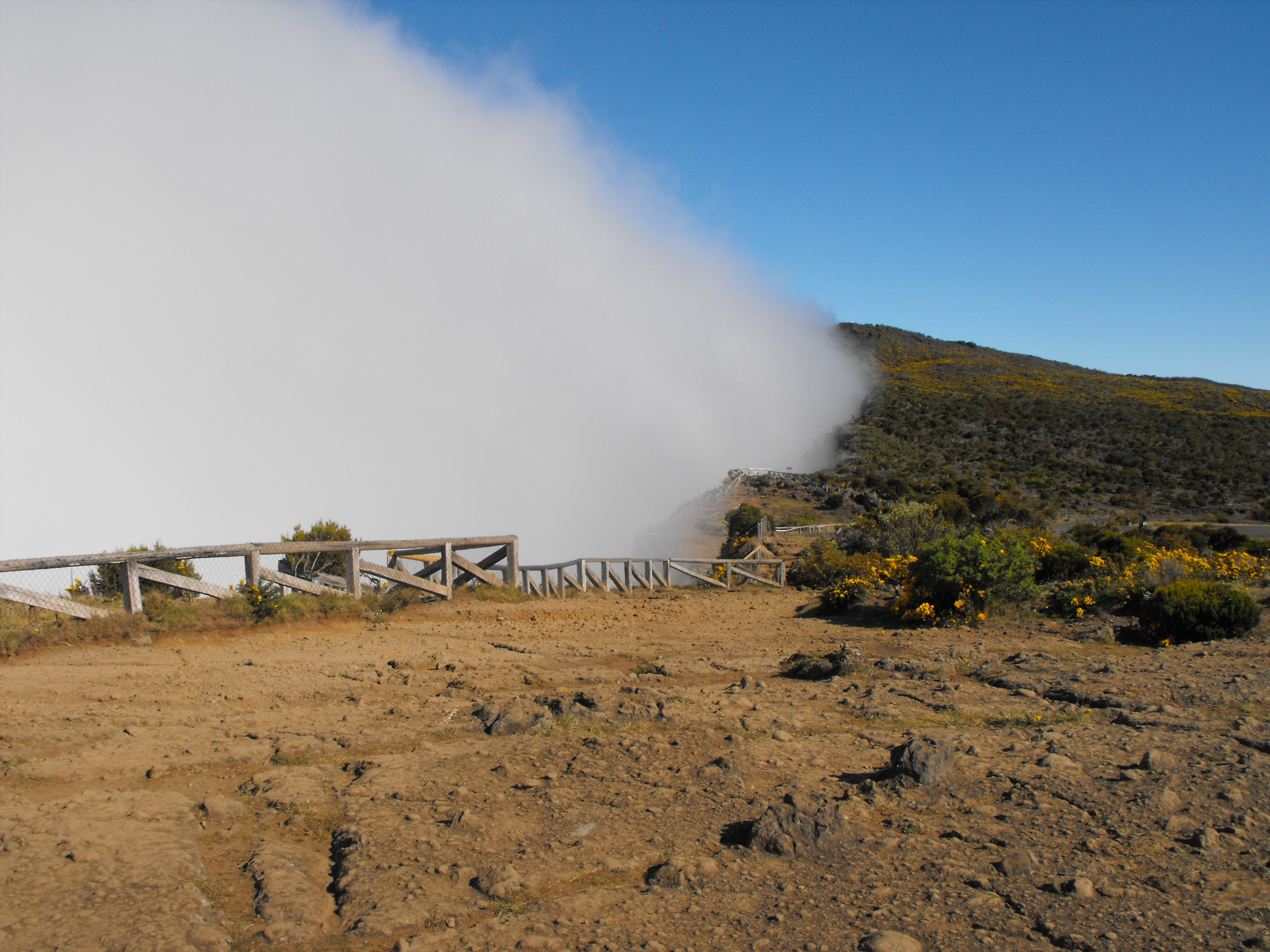
Brouillard piégé dans le cirque de Mafate au niveau du Maïdo.

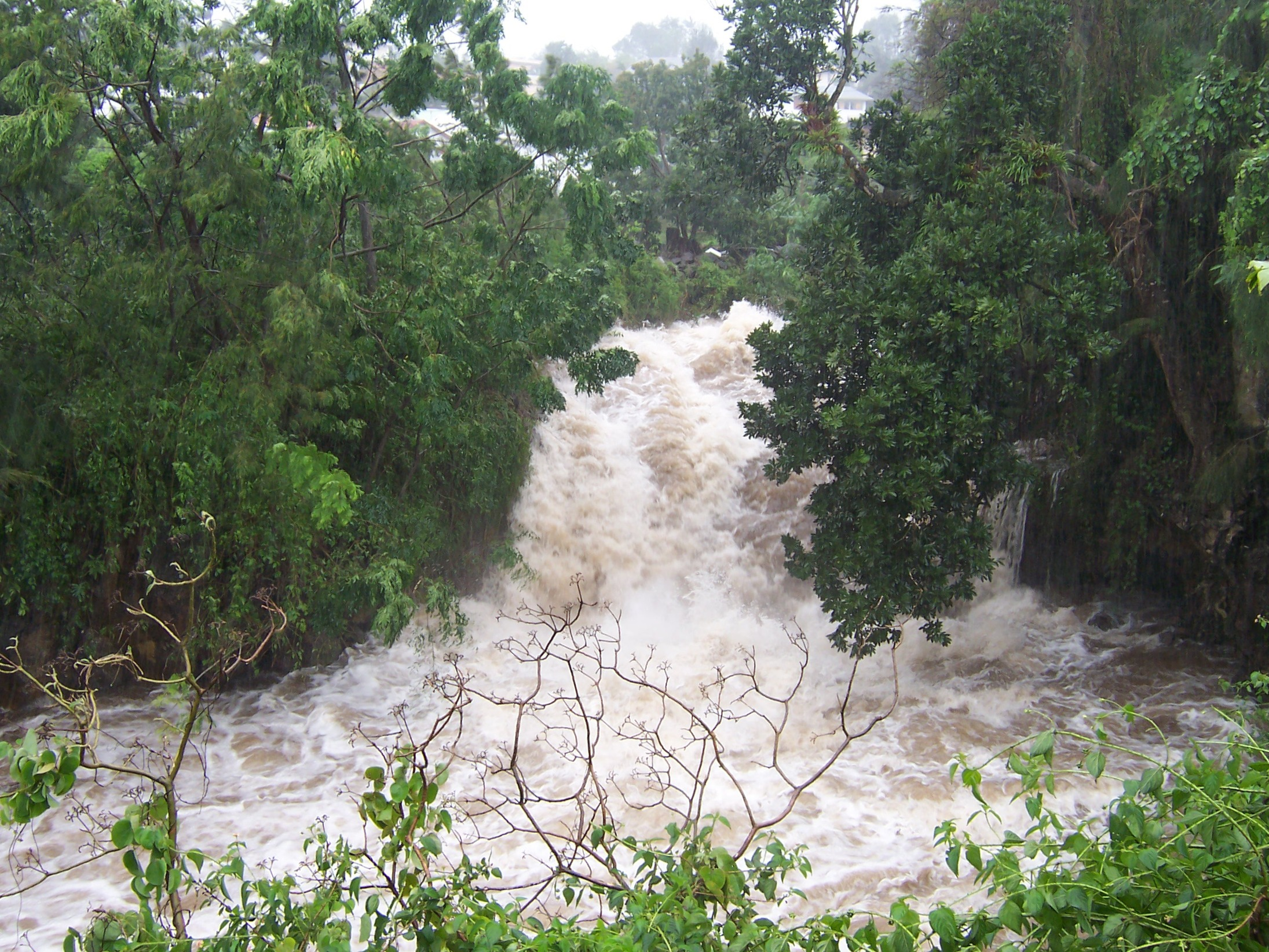
La Ravine Blanche en crue au Tampon durant le passage du cyclone Gamède le 27 février 2007.

Le climat de La Réunion est de type tropical d'alizé maritime et s'inscrit dans les dynamiques météorologiques de la zone sud de l'océan Indien tout en présentant des particularités locales.
La position de l'île près du tropique du Capricorne permet à La Réunion de recevoir un ensoleillement important, à l'origine de températures relativement élevées, quoi qu’adoucies par l'influence de l'océan, dont l'inertie réduit les amplitudes thermiques diurnes et saisonnières. Les alizés, vents d’Est Sud-Est, issus de l’anticyclone des Mascareignes, permettent de rafraîchir la température ressentie. Celle-ci descend parfois en dessous de 0 °C sur les sommets et de la neige peut être observée sur le piton des Neiges ou sur le piton de la Fournaise. Les précipitations sont caractérisées par de fortes disparités. Les brises créent un couvert nuageux quasi quotidien sur les Hauts. Les alizés soufflent toute l’année. Selon que l’anticyclone s’éloigne ou se rapproche des côtes, ils influent différemment sur le climat de l'île. 
Le relief : d’une part, le Piton de la Fournaise, obstacle important, est à l’origine d’un changement de direction des Alizés et donc du phénomène d’accélération de ces vents. D’autre part, les hauts sommets retiennent sur la côte Est les nuages amenés par ces alizés. Enfin, cette masse nuageuse atténue les effets du rayonnement solaire.
Conséquences : Alizés et reliefs sont à l’origine de variations de pluies et de températures, qui ont donné naissance à deux régions distinctes. L’est (la côte au vent, plus humide) et l’ouest(la côte sous le vent, plus sèche).
À l'échelle insulaire, on distingue la Côte-sous-le-vent (à l'ouest) et la Côte-au-vent (à l'est). Cette dernière reçoit les alizés de face ; ils apportent des masses d'air humide, arrêtées par le relief, à l'origine de précipitations orographiques. Du fait que les alizés déversent une grande partie de leur humidité, à cause du relief, sur la Côte-au-vent, la Côte-sous-le-vent est relativement peu arrosée. Cependant, du fait d'un relief tourmenté, on note une grande variété de zones climatiques et de microclimats, établis au gré de la topographie, en fonction du positionnement et de la hauteur des pitons, remparts et cirques.
La Réunion est le seul obstacle majeur aux vents charriant les masses d'air humide en provenance de l'océan Indien, tandis que de nombreuses tempêtes tropicales et cyclones balaient la région. De ce fait, de multiples records de précipitations ont été enregistrés sur l'île, notamment pendant les saisons cycloniques.
Ce climat est à la fois un atout et une contrainte puisque, s'il permet une agriculture diversifiée, une économie touristique et une production énergétique renouvelable, il est aussi à l'origine de phénomènes extrêmes qui peuvent provoquer des dégâts importants : les phénomènes de dépressions tropicales qui affectent La Réunion sont généralement accompagnés de houles cycloniques, d'ondes de tempête ou de surcotes, provoquant des inondations outre les dégâts causés par les violentes rafales, les coulées de boue et les glissements de terrain.

## Composantes climatiques

### Composantes à Saint-Benoit (au vent)
| Mois                                             | jan.         | fév.         | mars         | avril        | mai          | juin         | jui.         | août         | sep.         | oct.         | nov.         | déc.         | année     |
| ------------------------------------------------ | ------------ | ------------ | ------------ | ------------ | ------------ | ------------ | ------------ | ------------ | ------------ | ------------ | ------------ | ------------ | --------- |
| Température minimale moyenne (°C)                | 22,3         | 22,5         | 22           | 21,1         | 19,5         | 17,8         | 17           | 17,1         | 17,7         | 18,7         | 19,9         | 21,4         | 19,7      |
| Température moyenne (°C)                         | 26,3         | 26,5         | 26,1         | 25,2         | 23,6         | 21,9         | 21           | 21,2         | 21,7         | 22,7         | 23,8         | 25,3         | 23,8      |
| Température maximale moyenne (°C)                | 30,2         | 30,5         | 30,1         | 29,3         | 27,7         | 26           | 25           | 25,2         | 25,7         | 26,6         | 27,8         | 29,3         | 27,8      |
| Record de froid (°C) date du record              | 17,4 20.2002 | 17,2 25.2009 | 17,6 16.1992 | 15,8 14.1999 | 13,3 28.2008 | 12,1 17.2020 | 10,5 15.1991 | 11,4 01.2013 | 12 06.1999   | 12,8 11.2006 | 13,7 01.2020 | 16,9 13.1988 | 10,5 1991 |
| Record de chaleur (°C) date du record            | 33,7 24.2009 | 34,1 06.2004 | 33,9 03.2015 | 33,4 03.2009 | 32 05.2010   | 31,8 06.2015 | 30 28.2015   | 29,7 13.1991 | 29,7 21.2004 | 30,1 20.2014 | 33,8 29.1991 | 33,6 16.2019 | 34,1 2004 |
| Précipitations (mm)                              | 469,1        | 541          | 535,2        | 349,4        | 260,1        | 179,2        | 178,6        | 154,6        | 144,8        | 132,6        | 181,3        | 330          | 3 455,9   |
| dont nombre de jours avec précipitations ≥ 1 mm  | 19,9         | 18,3         | 19,2         | 17,6         | 17           | 14,7         | 17           | 16,6         | 14,5         | 13,4         | 12,8         | 16,8         | 197,7     |
| dont nombre de jours avec précipitations ≥ 5 mm  | 14,5         | 13,4         | 14,7         | 12,1         | 10,9         | 8,6          | 9,6          | 8,4          | 7,3          | 6,7          | 6,7          | 10,6         | 123,5     |
| dont nombre de jours avec précipitations ≥ 10 mm | 10,5         | 10,1         | 11           | 8,6          | 8            | 5,1          | 5,6          | 4,5          | 4            | 4,1          | 4,1          | 7,1          | 82,8      |

### Composantes à Saint-Pierre (sous le vent)
| Mois                                             | jan.         | fév.         | mars         | avril        | mai          | juin         | jui.         | août         | sep.         | oct.         | nov.         | déc.         | année     |
| ------------------------------------------------ | ------------ | ------------ | ------------ | ------------ | ------------ | ------------ | ------------ | ------------ | ------------ | ------------ | ------------ | ------------ | --------- |
| Température minimale moyenne (°C)                | 20,6         | 20,7         | 20           | 18,7         | 16,9         | 15           | 14           | 14           | 14,6         | 15,9         | 17,5         | 19,3         | 17,3      |
| Température moyenne (°C)                         | 25,2         | 25,4         | 24,9         | 23,8         | 22           | 20,1         | 19,2         | 19,5         | 20           | 21,2         | 22,6         | 24,2         | 22,3      |
| Température maximale moyenne (°C)                | 29,9         | 30,1         | 29,8         | 28,8         | 27           | 25,3         | 24,5         | 24,9         | 25,4         | 26,4         | 27,7         | 29           | 27,4      |
| Record de froid (°C) date du record              | 16,2 10.2020 | 16,3 01.2001 | 16 16.2015   | 14,1 29.2012 | 12,7 30.2004 | 11,1 20.2008 | 9,2 25.2000  | 10,1 25.2005 | 10,7 10.2000 | 11,5 11.2006 | 12,8 19.1997 | 15,5 01.1999 | 9,2 2000  |
| Record de chaleur (°C) date du record            | 34,1 16.2000 | 34,2 23.2007 | 34,3 14.2004 | 33,7 01.2000 | 31 07.2003   | 29,8 06.2015 | 29,2 02.2011 | 28,6 29.2001 | 29,7 27.2021 | 30,5 26.2009 | 33,2 21.2002 | 32,8 21.2019 | 34,3 2004 |
| Précipitations (mm)                              | 205,7        | 158,9        | 126,5        | 92,5         | 53,7         | 46,5         | 54,9         | 22,3         | 31,6         | 27,5         | 39,3         | 89,6         | 949       |
| dont nombre de jours avec précipitations ≥ 1 mm  | 11           | 10,7         | 8,9          | 7            | 5,4          | 5,5          | 5,3          | 2,9          | 3,7          | 3,2          | 4            | 7,5          | 74,9      |
| dont nombre de jours avec précipitations ≥ 5 mm  | 5,6          | 6,5          | 5,2          | 3,9          | 2,8          | 2,8          | 2,8          | 1,2          | 1,6          | 1,6          | 1,6          | 3,9          | 39,4      |
| dont nombre de jours avec précipitations ≥ 10 mm | 3,5          | 4,5          | 3,7          | 2,4          | 1,6          | 1,4          | 1,6          | 0,8          | 1,1          | 0,8          | 1            | 2,6          | 24,8      |

### Composantes en altitude
| Mois                                            | jan.         | fév.         | mars         | avril        | mai          | juin         | jui.         | août         | sep.         | oct.         | nov.         | déc.         | année     |
| ----------------------------------------------- | ------------ | ------------ | ------------ | ------------ | ------------ | ------------ | ------------ | ------------ | ------------ | ------------ | ------------ | ------------ | --------- |
| Température minimale moyenne (°C)               | 12,8         | 13,2         | 12,3         | 10,9         | 8,5          | 6,3          | 5,5          | 5,4          | 5,9          | 7,3          | 8,6          | 11,1         | 9         |
| Température moyenne (°C)                        | 17,1         | 17,3         | 16,7         | 15,5         | 13,3         | 11,2         | 10,3         | 10,4         | 11,2         | 12,6         | 14           | 15,9         | 13,8      |
| Température maximale moyenne (°C)               | 21,4         | 21,4         | 21,1         | 20,1         | 18,1         | 16,1         | 15,2         | 15,3         | 16,5         | 17,9         | 19,4         | 20,7         | 18,6      |
| Record de froid (°C) date du record             | 5,8 09/1983  | 5 17/1990    | 4,2 16/1992  | 2,2 22/1980  | 0,8 25/2014  | −0,9 07/1993 | −1,4 31/1986 | −1,7 18/1988 | −1,6 08/2013 | −0,3 04/1996 | −0,4 19/1997 | 2 13/1988    | −1,7 1988 |
| Record de chaleur (°C) date du record           | 26,6 21/2018 | 26,7 13/2018 | 26,2 14/2004 | 25,8 04/2017 | 24,3 13/1998 | 22,5 01/2009 | 21,9 21/2019 | 23,5 11/2018 | 24,8 29/2013 | 29,6 26/2011 | 28,2 16/2015 | 25,9 12/2011 | 29,6 2011 |
| Ensoleillement (h)                              | 166,4        | 138,6        | 165,1        | 165,2        | 182,4        | 176,9        | 182,2        | 193,5        | 188,4        | 184          | 182,4        | 164,6        | 2 089,7   |
| Précipitations (mm)                             | 435,3        | 562,6        | 293,7        | 151,4        | 85,5         | 71,5         | 61,6         | 57,5         | 49,1         | 39,8         | 63,3         | 148,9        | 2 020,2   |
| dont nombre de jours avec précipitations ≥ 1 mm | 14,6         | 15,5         | 13,4         | 12           | 10,3         | 9,7          | 10,3         | 9,6          | 7,7          | 6,4          | 7,2          | 11,2         | 127,9     |
| dont nombre de jours avec précipitations ≥ 5 mm | 8,4          | 9,5          | 7,5          | 5,4          | 3,5          | 3,2          | 2,7          | 2,2          | 2,3          | 1,9          | 2,6          | 5,3          | 54,5      |

### Thermométrie

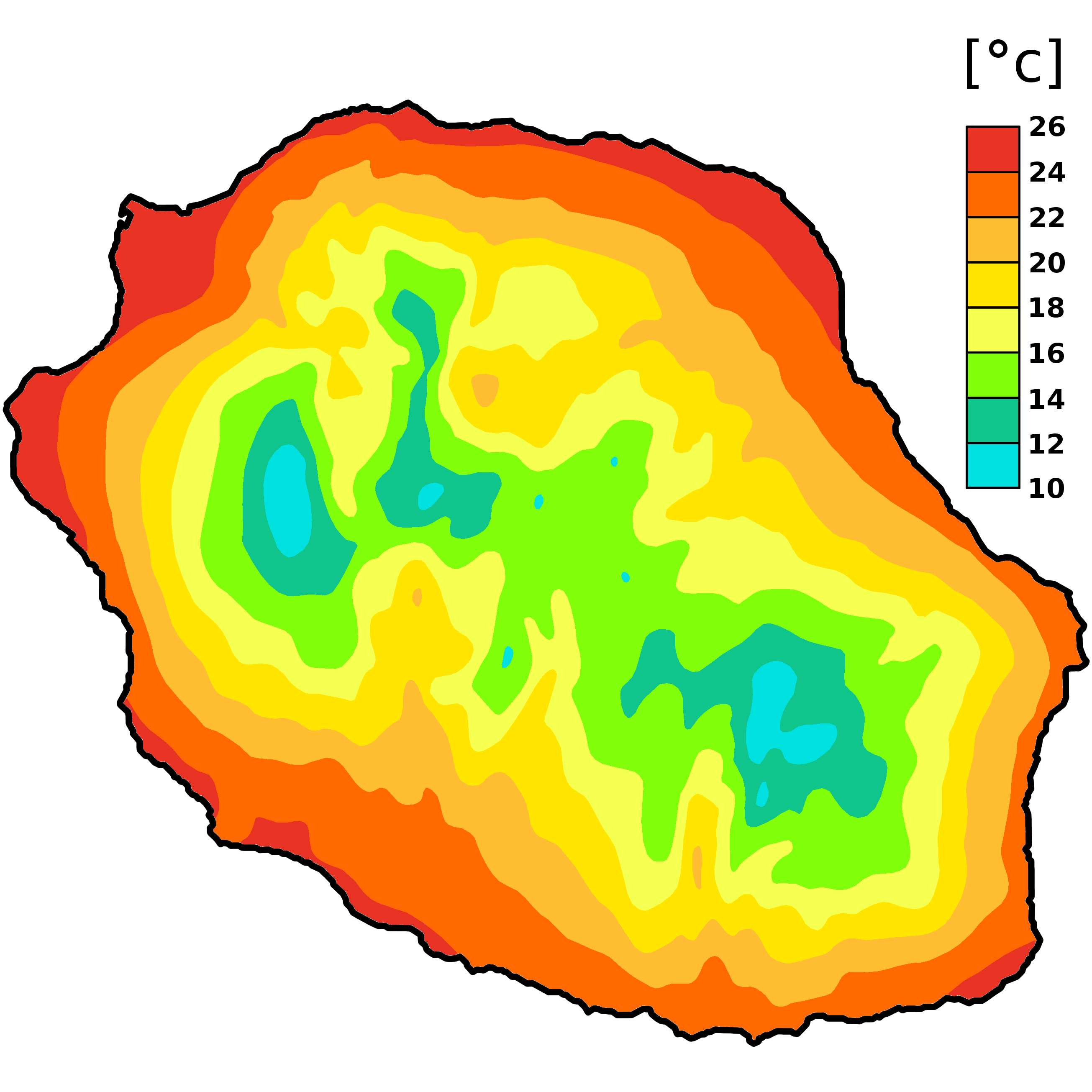
Températures annuelles moyennes.

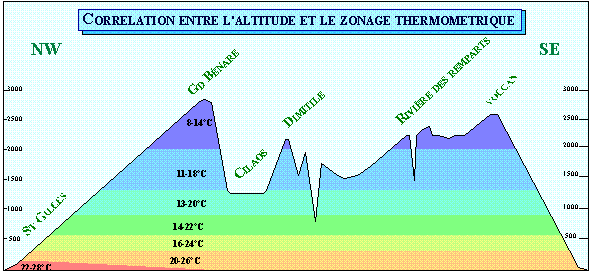
Coupe topographique synthétisant le gradient thermique sur l'île.

La latitude de La Réunion (21° sud) lui procure un fort ensoleillement, responsable de températures relativement élevées ; cependant, son insularité fait que la température est régulée par l'inertie thermique de l'océan Indien. Les alizés tendent aussi à rafraîchir l'air ambiant. Le gradient thermique adiabatique est de l'ordre de −0,7 à −0,8 °C pour 100 m verticaux,. Les températures sont donc plus élevées sur les côtes que dans les zones d'altitude (qu'on appelle « les Hauts »).
Les courbes des isothermes suivent globalement le relief. La moitié est de l'île est plus fraîche que la partie ouest. Les températures maximales annuelles les plus élevées concernent la frange littorale allant de Saint-Paul à Saint-André. Par ailleurs, il arrive presque chaque année que la température descende en dessous de 0 °C dans certains endroits des Hauts.
L'amplitude thermique quotidienne et annuelle d'un endroit donné dépasse rarement les 10 °C. Les maxima et minima sont relevés respectivement au cours de l'été et de l'hiver austral. La température la plus basse est mesurable entre 6 et 7 heures, et correspond au point de refroidissement maximal de la nuit. Inversement, vers 13 heures, le soleil a réchauffé au maximum le sol ainsi que l'air. La température la plus haute a été enregistrée le 25 janvier 2019 au Trois-Bassins (37 °C). La station de Bellecombe (2 245 m) a enregistré la plus basse, −5 °C, en 1975.

### Pluviométrie

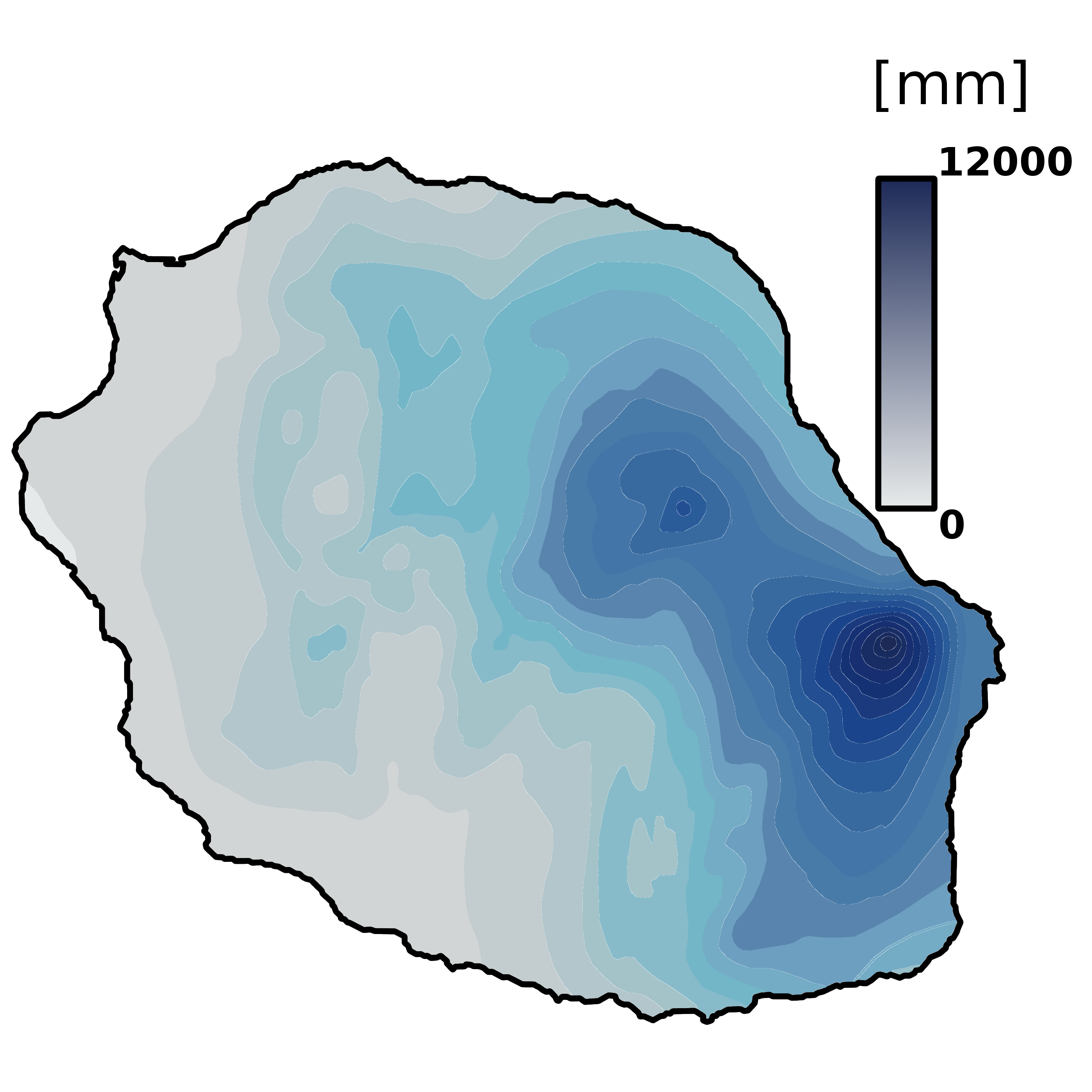
Répartition et volume des pluies.

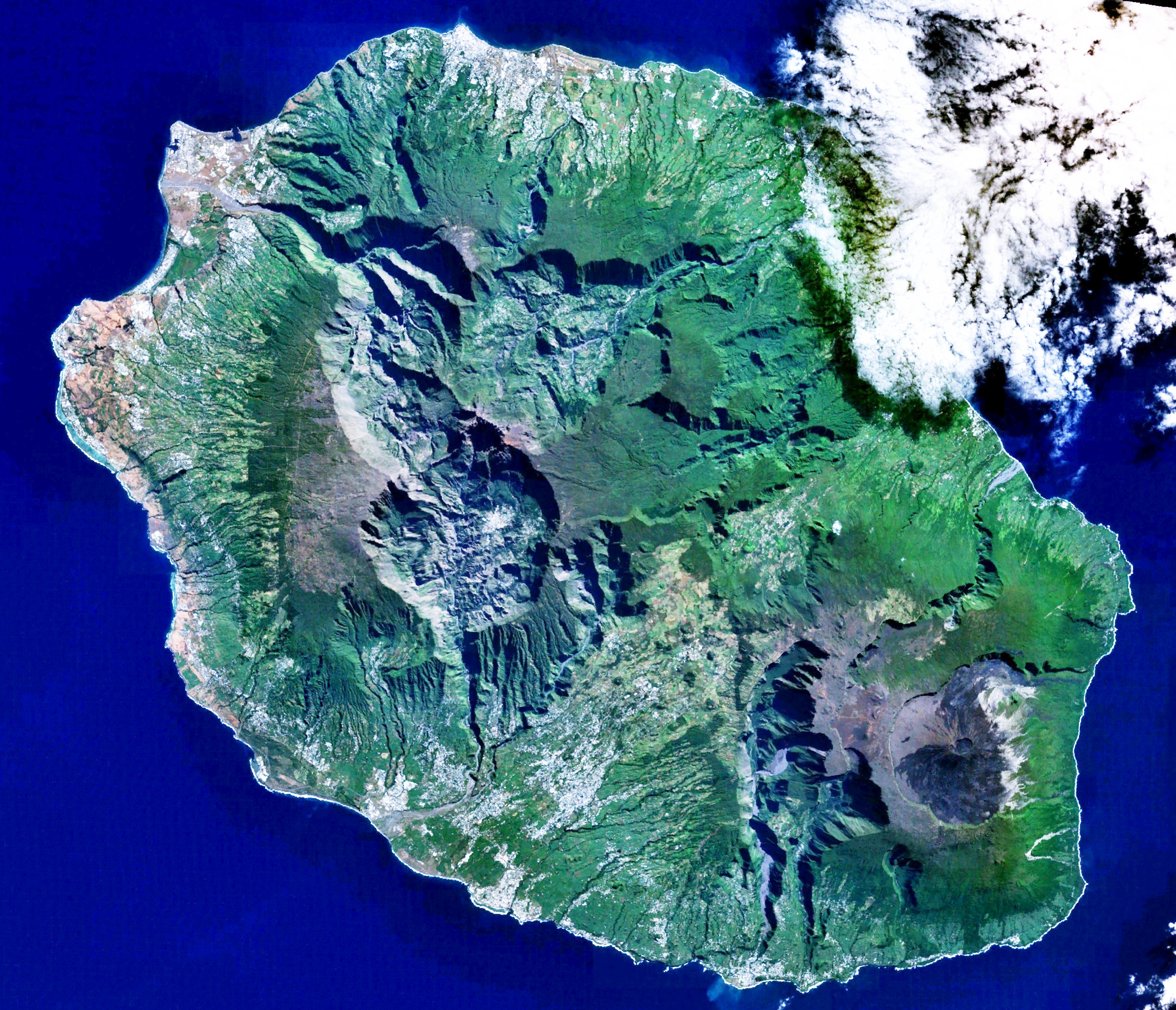
Arrivée de nuages amenés par les alizés sur la Côte-au-vent.

La saison humide couvre les mois de janvier à mars ; la saison sèche s'étend de mai à novembre ; les mois d'avril et de décembre sont des mois de transition. Au gré des cyclones et autres tempêtes, la pluviométrie connaît une forte variation inter-annuelle. Enfin, en fonction des sites, il existe une tendance aux précipitations diurnes ou nocturnes.
La côte est, nommée Côte-au-vent, reçoit les masses d'air humide de l'océan Indien, portées par les alizés. Les vents se heurtant au relief de l'île génèrent des précipitations orographiques. Inversement, la côte ouest, la Côte-sous-le-vent, protégée par un effet d'ombre pluviométrique, est faiblement arrosée car les masses d'air qui y arrivent sont souvent vidées de leur humidité. Il existe aussi un effet altitudinal : au-dessus de la couche d'inversion les précipitations diminuent fortement, excepté lors des épisodes cycloniques.
Le point le plus arrosé de la Côte-au-vent est situé au nord du Piton de la Fournaise, dans les Hauts de Sainte-Rose, avec une pluviométrie annuelle moyenne de près de 11 000 mm ; à l'opposé, celle de la Pointe des Trois Bassins, près de Saint-Paul, n'atteint que 436 mm. Il s'agit dans les deux cas de situations extrêmes en France, et même à l'échelle planétaire pour le cas de Sainte-Rose. S'il pleut en moyenne 280 jours par an sur les Hauts de Sainte-Rose, la Pointe des Trois Bassins, à l'inverse, endure 329 jours de sécheresse à l'année.

### Ensoleillement
Située à proximité du Tropique du Capricorne, la Réunion bénéficie d'un ensoleillement au forçage radiatif positif, comparable au sud de l'Algérie, au Mexique ou au Viêt Nam[réf. souhaitée]. L’ensoleillement varie au cours de l'année en fonction des saisons, les journées d'hiver, plus courtes, étant éclairées par un soleil plus bas. L’énergie solaire reçue par unité de surface est aussi fonction de la présence de nuages.
En raison des nombreux pitons, remparts et ravines des Hauts, certaines parties du cœur de l'île sont peu exposées au soleil. Ce n'est pas le cas du centre des cirques, du centre de l'espace inter-volcanique ou de la partie nord du Piton de la Fournaise. Les terres bordant de près l'océan Indien ont tendance à être plus ensoleillées quand elles ne sont pas ombragées par l'un ou l'autre des massifs volcaniques. C'est le cas entre Saint-Denis et Sainte-Suzanne, à Saint-Paul, mais surtout dans la région de Saint-Pierre, exposée plein sud, recevant chaque jour près de 2 000 joules par centimètre carré en moyenne annuelle. À l'inverse, les Hauts de Saint-Paul, dans l'ombre du cirque de Mafate, reçoivent à peine 1 300 J/cm2/jour.

### Hygrométrie

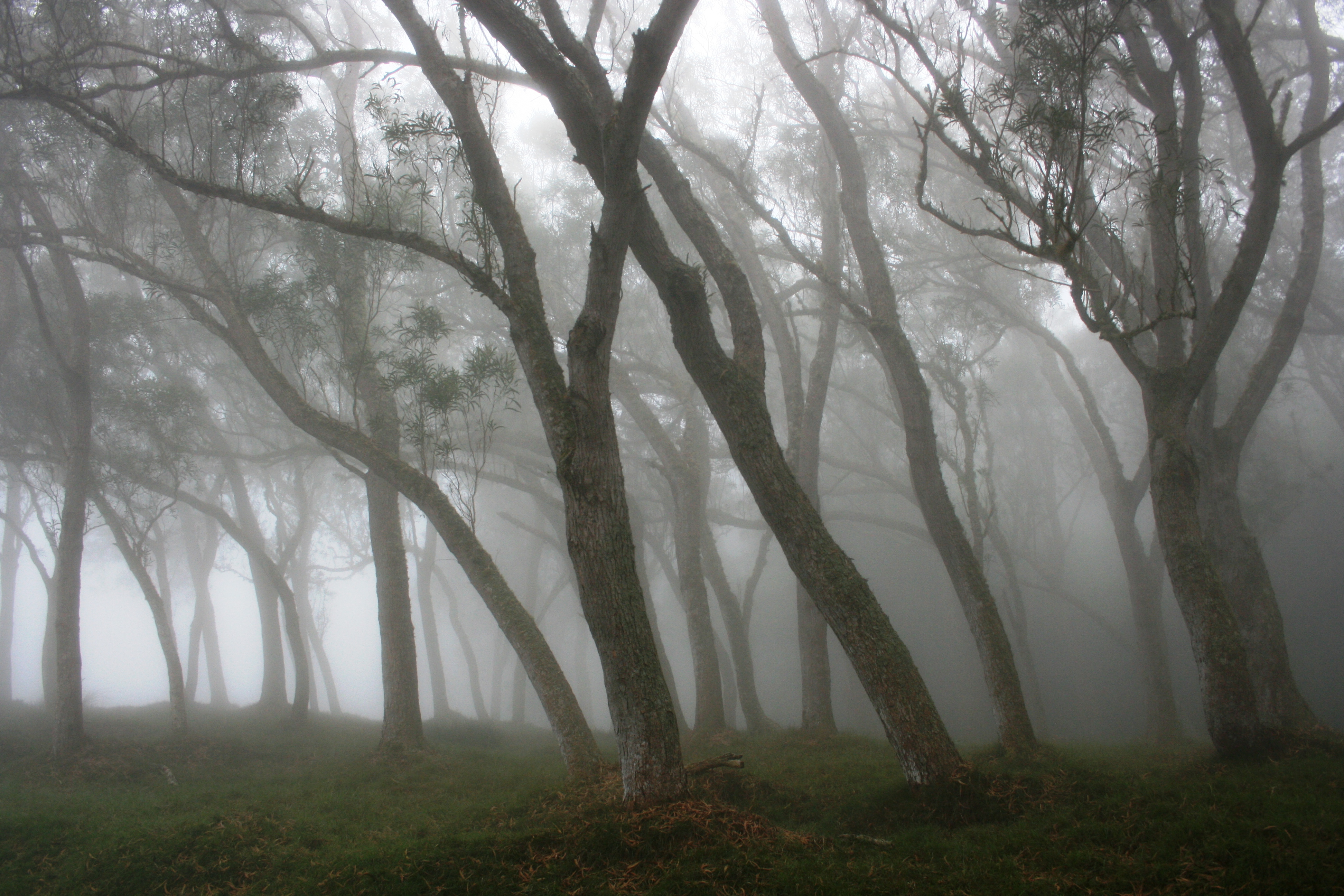
La forêt des Hauts-sous-le-Vent à Saint-Paul noyée dans le brouillard.

L'air réunionnais est qualifié d'humide. L'humidité en hiver s'établit pour les zones côtières à 50-55 % et à 60-70 % pour les Hauts ; en été elle atteint 80 à 95 %. Le pourcentage est plus élevé en altitude, du fait de températures proches du point de rosée. Cela ne doit pas cacher le fait que l'air des Hauts contient moins de vapeur d'eau par unité de volume.  Ces couples hygrométrie-température expliquent que le brouillard ne concerne que les Hauts.
L'humidité relative couplée à la température définit l’indice humidex, qui modélise la notion de confort et d’inconfort d'une situation donnée. Ajouté au vent, ce modèle constitue le concept de température ressentie, laquelle varie constamment sur l'île.

### Anémométrie
La morphologie aux reliefs élevés de la Réunion contraint les alizés à contourner les Hauts, générant trois zones spécifiques : la première est celle où les vents se heurtent frontalement aux reliefs. La deuxième est située sur la tangente aux deux côtes où le vent accélère au large en soufflant parallèlement aux alizés originels. La troisième est une zone où le vent est très faible en raison de l'angle mort (vortex) généré par l'écoulement des vents au large. Dans cette zone, un effet de foehn se produit par subsidence, et crée un contre-vent qui remonte du Tampon vers la Plaine des Cafres.
L'île génère des vents endogènes, dus à la variation journalière des températures. En journée, le soleil chauffe les terres, provoquant un courant ascendant d'air chaud qui se refroidit en altitude et redescend sur le large marin, avant d'être poussé sur les côtes, entamant un nouveau cycle. Ce cycle constitue une cellule de convection à l'origine de la brise de mer.
Ce mécanisme s'inverse au cours de la nuit. Les terres, privées de soleil, se refroidissent, tandis que la mer reste tiède en raison de l'inertie thermique de l'eau. Le même cycle que celui de la brise de mer se met en marche, mais dans le sens contraire. L'air froid s'écoule des pentes jusqu'à atteindre le littoral et se réchauffe au contact de l'Océan indien. De ce fait, l'air chaud prend de l'altitude, se refroidit, et entame un nouveau cycle. Cette cellule est à l'origine de la brise de terre.
La circulation de l'air sur l'île est très complexe en raison de l'interaction des alizés et des brises de mer et de terre, dont les dynamiques de progression sont très fortement perturbées par le chaos topographique propre à la géographie de La Réunion. Globalement, le vent est plus fort sur les espaces littoraux de la Côte-au-vent, et beaucoup plus faible au cœur de l'île, quoique le couloir inter-volcanique canalise les alizés. Dans le cœur de l'île, si les vents sont globalement faibles, la mesure variera à l'extrême entre le sommet d'une crête et le fond d'un cirque, selon que l'endroit est protégé par un piton ou exposé sur un îlet.
En hiver, les vents sont forts et orientés au sud-est ; en été, les alizés faiblissent et sont perturbés par les brises. Des variations d'intensité et d'orientation se rencontrent également à l'échelle d'une journée sous l'effet des brises de terre et de mer, ainsi que d'autres paramètres locaux plus complexes. Globalement, le matin est très peu venté, contrairement au début d'après-midi.

### Atmosphère et spectrométrie
Les vagues projettent des aérosols dans l'air ; les embruns, une fois asséchés, laissent en suspension des résidus marins hygroscopiques non-évaporables tels que le sel. D'autres types d'aérosol sont marginalement produits, comme la poussière soulevée par le vent ou les pollens. La quantité d'aérosol en suspension augmente lorsque les vents s'intensifient, ce qui entraîne une baisse de l'éclairement solaire direct et une diminution de l'albédo atmosphérique. Globalement, la nature et la quantité des aérosols présents dans l'air génèrent une atténuation spectrale dont le cœfficient d'Ångström est spécifique.
La quantité de vapeur d'eau dans l'atmosphère est fortement liée à l'évaporation et s'avère donc importante sur cette île tropicale. L'absorption du rayonnement solaire par la vapeur d'eau dans le spectre infrarouge est particulièrement importante. Si les quantités d'infrarouge sont comparables à celles reçues en Europe, il semble que l'éclairement en faible longueur d'onde (visible ou ultra-violet) soit plus important.
Dans la stratosphère, l'épaisseur réduite de la couche d'ozone à La Réunion fluctue peu et varie d'une saison à l'autre, sa moyenne se stabilisant autour de 26 mm. L'essentiel des fluctuations a lieu au-delà du cercle polaire sud, où le trou de la couche d'ozone évolue au-dessus de l'antarctique.
Cependant, la complexité topographique ne permet pas la généralisation, surtout dans les très basses couches terrestres de la troposphère où les facteurs météorologiques interagissent et fluctuent à plusieurs échelles de temps.

## Formation des nuages

### À l'échelle de l'île

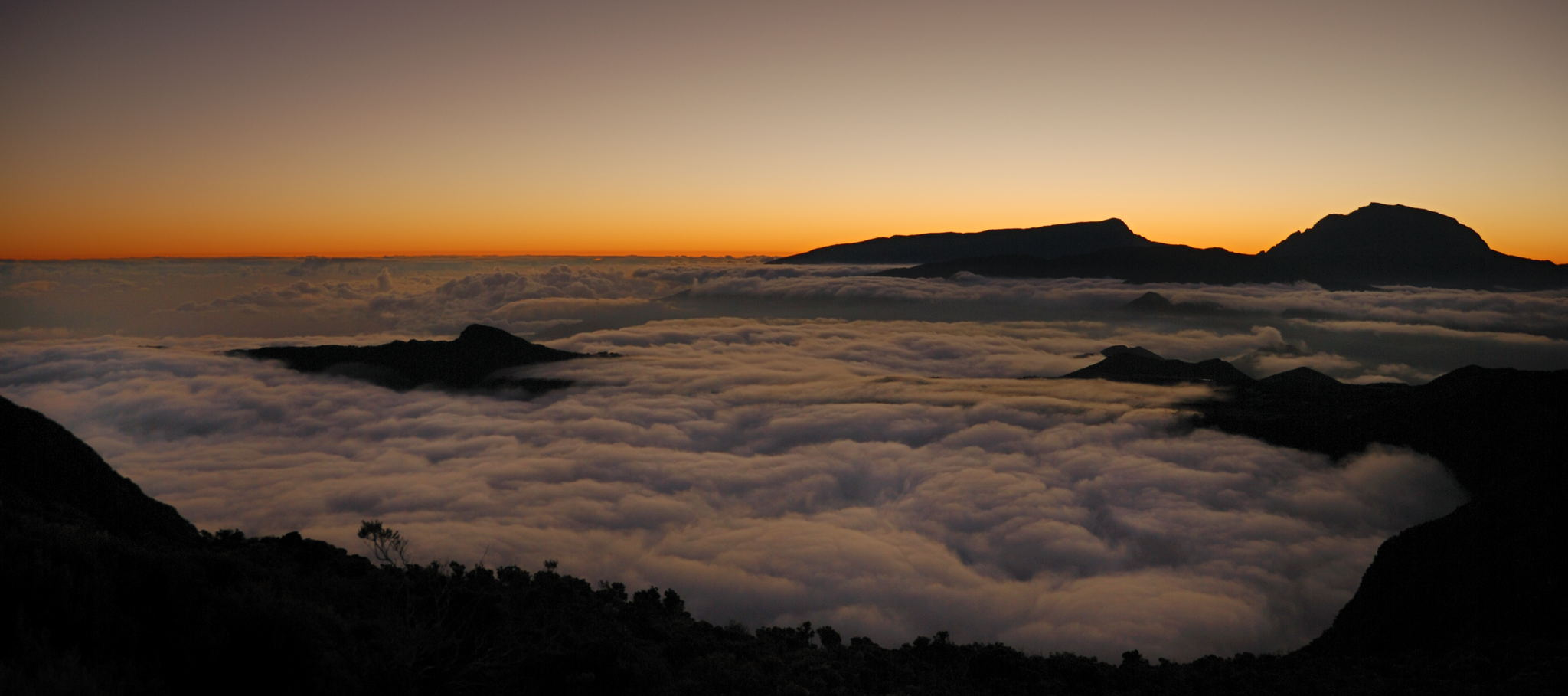
Coucher de soleil sur une mer de nuages.

La formation du couvert nuageux couvrant les Hauts tous les jours (à de rares exceptions près) est due à un cycle comparable et complémentaire à ceux générant les brises de terre et de mer. En matinée, le rayonnement solaire commence à chauffer les pentes ; la masse d'air prend de l'altitude par ascendance, emportant avec elle de l'humidité. Avec l’intensification de l’ensoleillement au cours de la journée, ce mécanisme s'amplifie et, tout en renforçant les brises de mer, emporte une quantité d'humidité de plus en plus importante. Cette vapeur d'eau en continuelle croissance se refroidit avec l’altitude, par détente adiabatique ; après avoir atteint la saturation elle forme des cumulus.
Deux cas de figure peuvent alors se présenter. Dans un cas normal, la fin de la journée conduit au refroidissement des terres, ce qui dissipe les nuages. En saison sèche, de fines pluies peuvent parfois apparaître. Dans un autre cas, il arrive que la masse d'air humide ne rencontre pas de couche d'inversion en altitude (vers 1 600 - 1 700 m) et le cumulus continue à croître jusqu'à parvenir au stade de cumulonimbus, lesquels peuvent alors conduire à des précipitations orageuses.
Ce mécanisme de création nuageuse est observable sur la Côte-au-vent, notamment parce que les alizés y sont plus faibles et déviés par les montagnes.

### Dans les cirques
Les cirques de Mafate, Salazie et Cilaos sont des dépressions très profondes issues de l'effondrement des chambres magmatiques du massif du Piton des Neiges, puis de son érosion,. L’espace central de chaque cirque est entouré par de très hauts remparts abrupts, pouvant atteindre une dénivellation de l'ordre du kilomètre. Ainsi, les cirques sont protégés des alizés et de l'advection de nuages océaniques. De la même façon que pour la Côte-au-vent, un schéma-type se reproduit. Au lever du soleil, les flancs ouest des cirques sont exposés au soleil (adret) tandis que l'autre moitié reste à l'ombre (ubac). La partie ensoleillée se réchauffe, provoquant une convection, alimentée par l'air froid qui s'écoule du sommet des pentes ombragées. De petits nuages apparaissent alors au sommet des remparts ensoleillés. Lorsque l'ensemble des cirques est ensoleillé, des brises de pente emportent les masses d'air humide qui provoquent des nuages qui s'accrochent aux remparts. Le cœur des cirques reste quant à lui dégagé, car c'est le lieu de descente de l'air froid et sec de la boucle convective. La situation varie en fonction de chaque cirque, selon la configuration topographique, ouverture, altitude des remparts, position, etc.

## Phénomènes climatiques dangereux

### Cyclones et tempêtes

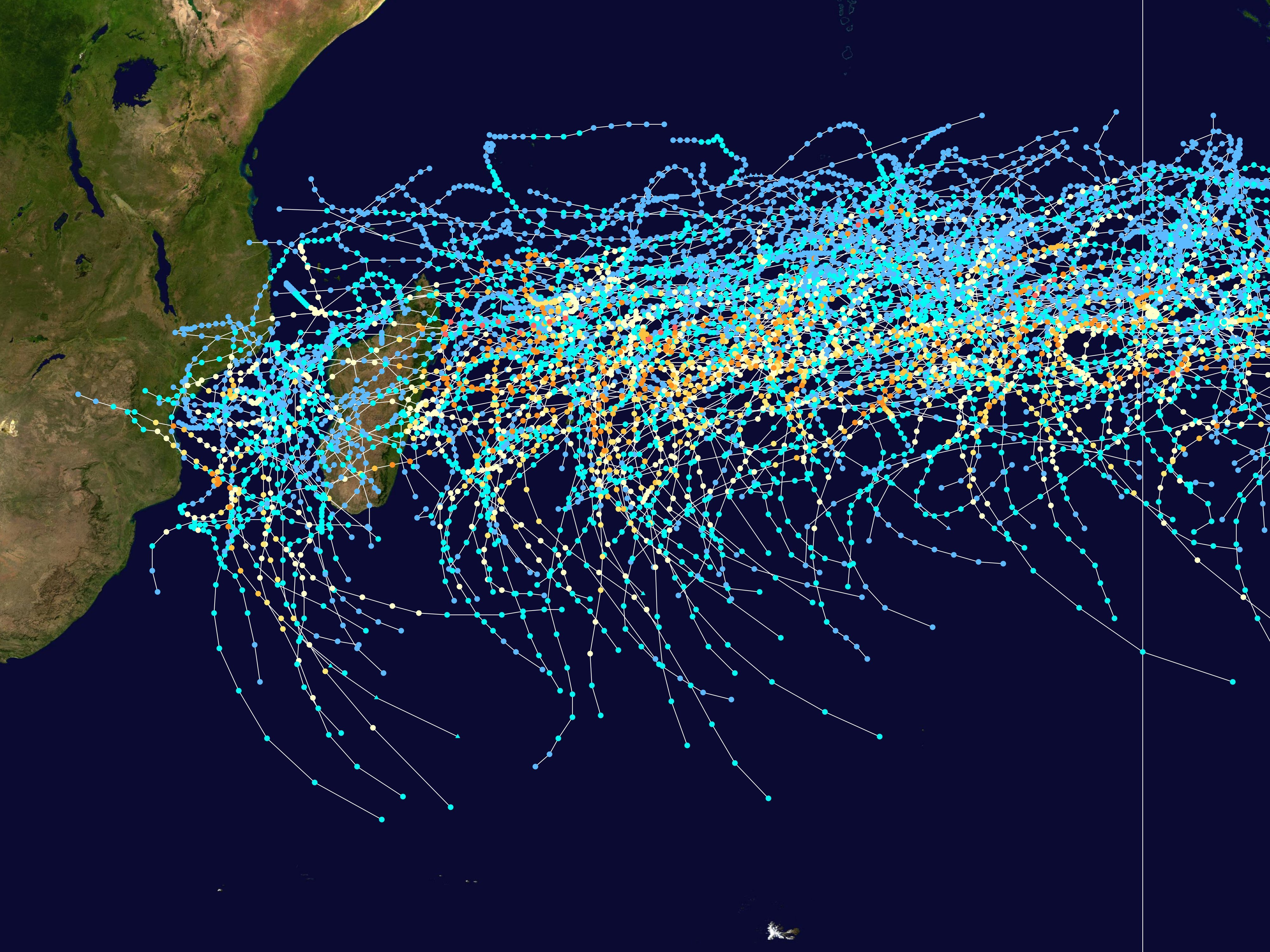
Cumul des trajectoires des cyclones tropicaux dans le sud-ouest de l'océan Indien entre 1980 et 2005 : La Réunion est dans une zone très touchée.

Le principal phénomène climatique dangereux est celui du cyclone tropical, principalement entre décembre et mars.
L'île de la Réunion est située sur la zone de passage des cyclones tropicaux, avant leur affaiblissement. L'île peut être touchée à n'importe quel stade de leur développement. Les vents soutenus ne dépassent pas 63 km/h pour une dépression tropicale et 118 km/h pour une tempête tropicale. Au stade de cyclone tropical, la force des vents augmente en allant vers le centre du système et atteignent leur maximum dans le mur de nuages qui compose la bordure de l’œil. Les rafales peuvent dépasser 250 km/h à cet endroit, alors que dans l’œil lui-même les vents sont légers.
En moyenne, dans le sud-ouest de l'océan Indien, une saison cyclonique compte une douzaine de systèmes dépressionnaires, dont neuf atteignent le stade de tempête tropicale, qui pour la moitié d'entre elles deviennent des cyclones. À la Réunion, le passage d'un cyclone est synonyme de coupure d'électricité et de routes impraticables, surtout dans les Hauts. Leur arrivée est intégrée dans les mesures prises par les autorités (plan Orsec, dossier départemental des risques majeurs, plan de prévention des risques, etc.) qui émettent en temps voulu des alertes. Celles-ci permettent aux populations de se préparer, en constituant des stocks d'eau potable et de nourriture.
En 1993, Météo-France a créé, avec l'approbation de l'Organisation météorologique mondiale, le Centre météorologique régional spécialisé cyclones de La Réunion dont la responsabilité est de suivre les cyclones et d'alerter les populations dans le bassin sud-ouest de l'océan Indien.
Les dangers du passage d’un cyclone à La Réunion sont produits par le vent, la pluie et la houle, le relief caractérisant l’île pouvant accentuer ces dangers : accélération du vent, transformation de la pluie en torrent dans les ravines et renforcement de la houle dû à la présence de fortes pentes sous-marines et à l'absence de plaque continentale.

### Inondation cyclonique
Les cyclones génèrent des vagues précédant de plusieurs centaines de kilomètres leur arrivée, ce qui constitue la houle cyclonique. En se rapprochant des côtes, elles deviennent de plus en plus hautes à mesure que la profondeur diminue. Le littoral réunionnais est plus exposé à ce phénomène dans ses parties nord et est, puisque c'est de cette direction qu'arrivent la grande majorité des cyclones. Ce phénomène est source de dégâts, surtout dans les baies ou les plaines littorales. Les vagues qui peuvent atteindre une vingtaine de mètres de haut possèdent une énergie énorme pouvant endommager sévèrement les infrastructures. Lorsque les côtes sont plates et basses, la probabilité d’inondation est un risque majeur.
Conjointement à la houle cyclonique, la pression atmosphérique est très basse dans l'œil du cyclone ce qui permet à la mer de se soulever au-dessus de son niveau normal. Parallèlement, les vents en rotation autour du cyclone poussent la mer en surface, ce qui entraîne une accumulation d'eau au sud des cyclones de l'hémisphère sud selon le principe du transport d'Ekman. Cette onde de tempête, couplée à une marée haute astronomique, est parfois appelée marée de tempête et donne une importante surcote. La Réunion est relativement à l’abri de ce genre de débordement marin en raison du profil bathymétrique des côtes,. Les marnages astronomiques y sont d'ailleurs très faibles et n'excèdent pas deux mètres. Mais ce genre d’événement est déjà arrivé à plusieurs reprises sur la côte ouest, car les lagons et baies sont propices aux débordements.
Les vents ne sont pas le seul danger des systèmes tropicaux. Une perturbation tropicale peut déverser des pluies abondantes en peu de temps malgré des vents très faibles. Il va de même à tous les stades de développement, de la dépression tropicale au cyclone. Ces précipitations très importantes mènent souvent à des inondations, pouvant causer des coulées de boue et des glissements de terrain. Les inondations dues aux pluies sont aggravées en zone côtière par la houle cyclonique et la surcote. Dans ce genre de configuration, certains cours d'eau en crue ne peuvent alors parfois plus s'écouler dans la mer, dont le niveau est anormalement haut, et finissent par déborder en amont, dans des zones urbanisées,,.
Enfin, dans le contexte climatique normal, les vents autour des dépressions passant entre l'Antarctique et le sud de l'océan Indien, dans les Quarantièmes rugissants, produisent la houle australe. Elle est moins puissante que la houle cyclonique, à cause de la distance, mais peut parfois causer des problèmes locaux quand elle est synchronisée avec les grandes marées.

## Records, extremums et faits historiques

### Contexte
La configuration géographique de La Réunion lui confère un caractère singulier, voire unique. Il s'agit d'une île aux reliefs très accidentés, dont la localisation est marquée par son isolement. Elle est la seule île de l'Ouest de l'océan Indien à présenter des sommets de plus de 2 500 m d'altitude, et s'avère de ce fait être le premier obstacle sur la route des alizés et cyclones venant de l'est. Ainsi l'intensité habituelle des phénomènes météorologiques tropicaux est-elle encore davantage accentuée. La Réunion détient plusieurs records du monde de pluviométrie, au prix de nombreuses catastrophes naturelles. Quoique le bilan humain soit à la baisse depuis la départementalisation, les cyclones ont, jusqu'alors, laissé régulièrement plus d'une centaine de morts après leur passage, synonyme de calamité économique. Aujourd'hui, bien que contraignantes, la prévention et la préparation ont contribué à une forte résilience de la part de la société réunionnaise.

### Les grands événements climatiques

#### Cyclones mémorables
De nombreux cyclones ont laissé des souvenirs dans la mémoire collective.
Avant la départementalisation de La Réunion, les phénomènes météorologiques tropicaux étaient très peu connus et les seules données disponibles se concentrent autour de documents historiques ou de témoignages. Depuis la colonisation de l'île jusqu'à la départementalisation, on recenserait ainsi près de 150 cyclones, tempêtes, coups de vent et autre phénomènes cycloniques ou paracycloniques ayant affecté La Réunion et/ou Maurice,. Il n'existe donc aucune mesure permettant de comparer l’intensité de phénomènes tropicaux. Il serait donc hasardeux d'essayer de les classer sur l'échelle de Saffir-Simpson. On recense cependant plusieurs phénomènes ayant durablement marqué la mémoire collective :
- 1657 – Les premiers habitants de l'île, des mutins abandonnés sur place, sont atteints par un cyclone qui emporte tous leurs biens. Si l'intensité ou la nature du phénomène n'est pas établie, il s'agit très probablement d'un cyclone. De nombreux autres témoignages historiques font mention de ce genre de phénomènes, qualifiés tantôt d'ouragans, de coup de vent ou d'avalasse ; l’appellation cyclone n'apparaît qu'à la fin du XIXe siècle[57].
- 1806 – La Grande Avalasse fait tomber un tel volume d'eau que des pans entiers de terre glissent dans la mer au point d'en changer sa couleur. Les cultures du café et de la girofle sont alors progressivement délaissées au profit de la canne à sucre, plus apte à résister à ce genre de phénomènes[57].
- Février 1932 – Un cyclone de petit diamètre traverse l'île, du Port à Saint-Leu, laissant une centaine de morts et des dégâts colossaux. La pression mesurée est de 710 mmHg[58].
- 1932  – Un cyclone de petite taille mais d'une grande intensité balaye l'île, touchant durement la côte ouest. Il laisse derrière lui une centaine de morts et un record de pression atmosphérique : 947 hPa[57],[59].

À compter de la départementalisation, l'île est progressivement dotée de services météorologiques disposant d'outils dont le nombre et la qualité ne cessent de croître jusqu'à aujourd’hui. Parallèlement, les progrès de la météorologie et l'apparition des satellites permettent de comprendre, classer et prévoir les phénomènes. Par ailleurs, depuis 1962, les cyclones sont baptisés. Parmi les grands cyclones et tempêtes figurent :
- Janvier 1948 – Le cyclone de 1948 est considéré comme le cyclone du siècle. Il fait 165 morts et des dégâts énormes (perte totale de toutes les cultures vivrières). Les rafales de vent ont, selon certains témoignages, dépassé les 300 km/h[60].
- Février 1962 – Cyclone Jenny – 36 morts ; dégâts importants dus au vent.
- Janvier 1980 – Le cyclone Hyacinthe effleure à trois reprises les côtes, plongeant les Réunionnais pendant 12 jours sous la pluie et les nuages. Les précipitations sont très importantes et atteignent plusieurs records de pluviométrie sur le volcan. Bien que le vent soit modéré, des inondations et glissements de terrain sont causés par les pluies, entraînant 25 décès dont 10 rien qu'à Grand Îlet[61].
- Février 1987 – Tempête tropicale Clotilda – 9 morts ; dégâts très importants.
- Janvier 1989 – Le cyclone Firinga arrive exactement sur l'île : son œil survole Saint-Benoît et ressort vers Le Port dans la journée du 29 janvier. Une rafale de vent de 216 km/h est enregistrée à Saint-Pierre tandis que le volcan et le cirque de Salazie reçoivent plus d'un mètre d'eau. Outre les dégâts matériels, quatre personnes décèdent, dont trois dans la seule commune du Tampon[62].
- Février 1994 - Cyclone Hollanda
- Janvier 2002 – Cyclone Dina – dégâts très importants. Record de la plus forte rafale de vent enregistrée à ce jour sur l'île (277 km/h au piton Maïdo)[63].
- Février 2007 – Cyclone Gamède – 2 morts et 90 blessés – Il cause d'importants dégâts évalués à cent millions d'euros. L’effondrement du pont de la rivière Saint-Étienne reste l'image associée à Gamède[64]. Trois records mondiaux de précipitations compris entre 72 h et 120 h tomberont en lien avec Gamède, tous localisés sur la station Commerson, située au sud du Piton de la Fournaise[65].
- Janvier 2014 - Cyclone Bejisa

#### Phénomènes côtiers mémorables
Plusieurs mouvements de mer ont également fait des morts ou des dégâts. En 1829, 1863, 1967, 1883 et 1944 sont évoqués des « raz de marée catastrophiques » voir des tsunamis. Cependant, à l'époque, les phénomènes ne pouvaient être précisément qualifiés ou étudiés, et portent à caution. Depuis la départementalisation, on se rappelle plus particulièrement de:
- Février 1962 – Lors du passage du cyclone Jenny une forte marée entraine l'envahissement des terres par les eaux entre Sainte-Anne et Saint-Benoît. Le lieu-dit Les Galets est rayé de la carte. A Saint-André, dans le quartier de Champ-Borne, l'église maçonnée en pierre construite en bord de mer est détruite sous l'assaut du raz de marée. La conjonction du vent et de l'inondation causa 37 morts et 150 disparus[66].
- Le 26 décembre 2004, à la suite du séisme et tsunami de 2004 dans l'océan Indien, une lame d'une hauteur maximale de deux mètres cinquante a causé plus d'un million d'euros de dégâts matériels, notamment dans les ports de Sainte-Marie et Saint-Gilles, sans toutefois faire de victimes[67].
- En 2007, la houle cyclonique induite par Gamède a provoqué d'importants dégâts dans le Cimetière marin de Saint-Paul et évacué une grande quantité du sable des plages de la baie de Saint-Paul. Trois mois plus tard, une forte houle australe causa des dommages dans les ports de la côte ouest et fut responsable de la disparition de deux pêcheurs[53].

### Records locaux et mondiaux

#### Extremums réunionnais
Les statistiques issues des relevés de Météo-France permettent l'enregistrement de records. Il est à noter que les records de pluviométrie, de vent et de faible pression sont tous établis lors de cyclones violents. Par exemple, le record de 947 hPa a été enregistré pendant le cyclone Jenny en 1962, et la rafale de 277 km/h, le 22 janvier 2002, avant que le cyclone Dina n'arrache l'instrument de mesure.
D'autres statistiques sont intéressantes à titre indicatif. Ainsi, on sait que chaque année en moyenne, il y a 143 jours avec une température supérieure à 30 °C au Port alors que le Pas de Bellecombe subit une température inférieure à 10 °C 310 jours par an.
| Paramètre                                   | Donnée               | Lieu                     |
| ------------------------------------------- | -------------------- | ------------------------ |
| Ensoleillement maximal                      | 1 977 J/cm2 par jour | Ligne Paradis            |
| Ensoleillement minimal                      | 1 149 J/cm2 par jour | Petite France            |
| Vent (vitesse annuelle moyenne)             | 21,2 km/h            | Aéroport de La Réunion   |
| Rafale lors de cyclones                     | 277 km/h             | Piton Maïdo              |
| Température maximale absolue                | 36,9 °C              | Le Port                  |
| Température minimale absolue                | −5 °C                | Bellecombe               |
| Température annuelle maximales              | 29,1 °C              | Le Port                  |
| Température annuelle minimale               | 6,6 °C               | Bellecombe               |
| Précipitations annuelles moyennes maximales | 10 929 mm            | Les Hauts de Sainte-Rose |
| Précipitations annuelles moyennes minimales | 436 mm               | Pointe des Trois Bassins |
| Pression atmosphérique minimale             | 947 hPa              | Aéroport de La Réunion   |
| Pression atmosphérique maximale             | N/A (~ 1 030 hPa)    | N/A                      |

#### Records de pluviométrie
L’île détient tous les records mondiaux de précipitations de 12 heures à 15 jours, validés par l'Organisation météorologique mondiale, à l'exception du record sur 48h glissantes (validé par le WMO en mars 2014) détenu à présent par la station de Cherrapunji en Inde (2 493 mm tombés les 15 et 16 juin 1995). Il s'agit de ce fait de chiffres extrêmes pour la France : le record de précipitations cumulées sur une année a été enregistré à 4 014 mm au Mont Aigoual en 1913.
| Durée   | Quantité  | Lieu                              | Altitude | Date de début    | Cause                     | Palmarès        |
| ------- | --------- | --------------------------------- | -------- | ---------------- | ------------------------- | --------------- |
| 1 min   | 31,2 mm   | Unionville (en), États-Unis       | 152      | 4 juillet 1956   | orage                     | Record du monde |
| 6 min   | 30 mm     | Salazie (Réunion)                 | 476      | 4 février 1998   | Fortes pluies prolongées  | Record local    |
| 1 h     | 305 mm    | Holt, États-Unis                  | 263      | 22 juin 1947     |                           | Record du monde |
| 1 h     | 261,5 mm  | Cilaos (Réunion)                  | 1197     | 29 février 1964  | Pluie fortes et prolongée | Record local    |
| 3 h     | 422 mm    | Mare à Vieille Place, Réunion     | 870      | 4 février 1998   | Pluies extrêmes           | Record du monde |
| 6 h     | 687 mm    | Mare à Vieille Place, Réunion     | 870      | 4 février 1998   | Pluies extrêmes           | Record du monde |
| 12 h    | 1 144 mm  | Foc-Foc, Réunion                  | 2290     | 7 janvier 1966   | Cyclone Denise            | Record du monde |
| 24 h    | 1 825 mm  | Foc-Foc, Réunion                  | 2290     | 7 janvier 1966   | Cyclone Denise            | Record du monde |
| 48 h    | 2 467 mm  | Aurère, Réunion                   | 940      | 8 avril 1958     | Fortes pluies             | Record local    |
| 72 h    | 3 929 mm  | Commerson, Réunion                | 2310     | 24 février 2007  | Cyclone Gamède            | Record du monde |
| 96 h    | 4 869 mm  | Commerson, Réunion                | 2310     | 24 février 2007  | Cyclone Gamède            | Record du monde |
| 10 j    | 5 678 mm  | Commerson, Réunion                | 2310     | 18 janvier 1980  | Cyclone Hyacinthe         | Record du monde |
| 15 j    | 6 083 mm  | Commerson, Réunion                | 2310     | 14 janvier 1980  | Cyclone Hyacinthe         | Record du monde |
| 1 mois  | 9 300 mm  | Cherrapunji, Inde                 | 1900     | 1er juillet 1861 | Mousson                   | Record du monde |
| 12 mois | 20 000 mm | Caldeira du Piton de la Fournaise | 1313     | 1995             | année pluvieuse           | Record local    |
| 12 mois | 26 470 mm | Cherrapunji, Inde                 | 1313     | 1er août 1961    | Mousson                   | Record du monde |

## Changement climatique
Le climat est suivi à la Réunion depuis la deuxième moitié du XXe siècle, ce qui permet un certain recul sur les statistiques. On sait que, durant la période 1969-2008, la température moyenne mesurée a augmenté de 0,62 °C, ce qui est supérieur aux changements de l'hémisphère sud, mais inférieur à ceux de l'hémisphère nord. L'augmentation est également valable pour les températures maximales (+0,74 °C), et minimales (+0,51 °C). En revanche, les données de la pluviométrie ne semblent pas dégager de changement significatif, tout au plus un renforcement des pluies sur la Côte-au-vent, et une diminution sur la Côte-sous-le-vent.
En raison de l'évolution de l'observation des cyclones, et de la progression des mesures obtenues par des satellites depuis les années 1970, une grande partie des données existantes manquent de fiabilité et de significativité pour une utilisation statistique. Ce n'est en effet que depuis 1998 qu'un des satellites METEOSAT ne surveille que l'océan Indien. De ce fait, le manque de recul ne permet pas de pouvoir se prononcer scientifiquement sur cet aspect du changement climatique. Ce problème de données concerne également le niveau de la mer et la houle. L'évolution climatique à la Réunion n'est pas étudiée au-delà des modélisations globales des scénarios du GIEC.

## Zonage et typologie
Plus d'un auteur a essayé de définir les espaces climatiques de l'île mais, au-delà du constat global de la dichotomie Côte-au-vent—Côte-sous-le vent et de l'étagement entre les Hauts et le littoral, les zonages divergent. En effet, la complexité topographique et multifactorielle de la situation induit des topoclimats, pouvant être eux-mêmes déclinés en microclimats locaux de manière quasi fractale. Certains climatologues en recensent ainsi plus de deux cents,. De plus, la typologie repose sur des choix méthodologiques variés, l'étude tendant vers une analyse orientée ou pluridisciplinaire : zonage bioclimatique, prévision météorologique, gestion hydrologique, schématisation agricole, etc. Malgré de premiers essais remontant aux années 1960 et une disponibilité de données bien supérieure, l'état de la recherche reste approximatif, et risque de le rester en raison de la nature structurelle du problème. La classification de Köppen apporte une solution pour la caractérisation des types généraux de climats rencontrés à La Réunion, sans pour autant prendre en compte les variabilités de micro-échelles, typiques du climat réunionnais.

Différents essais de découpage par des géographes
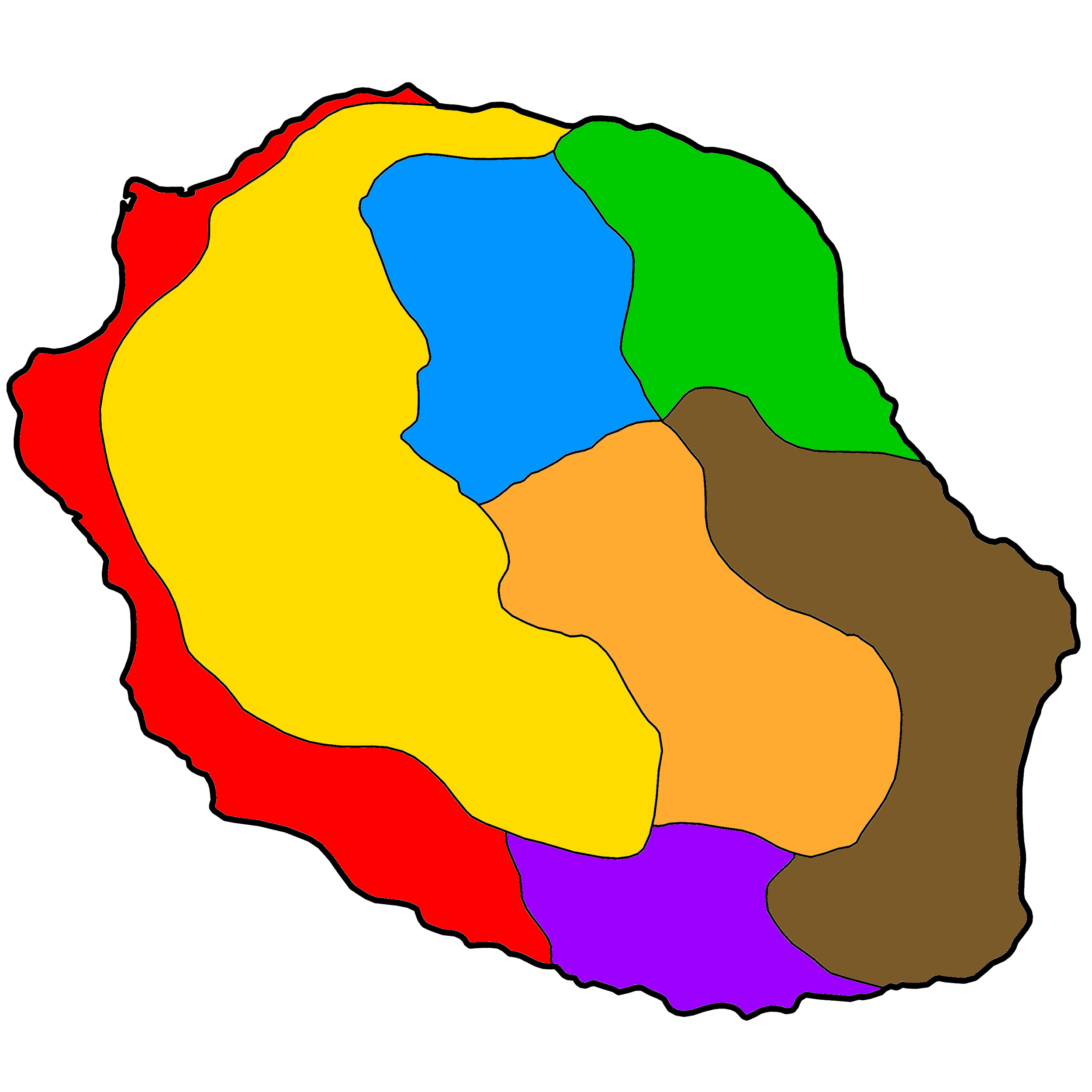
Microrégions climatiques selon Douville.
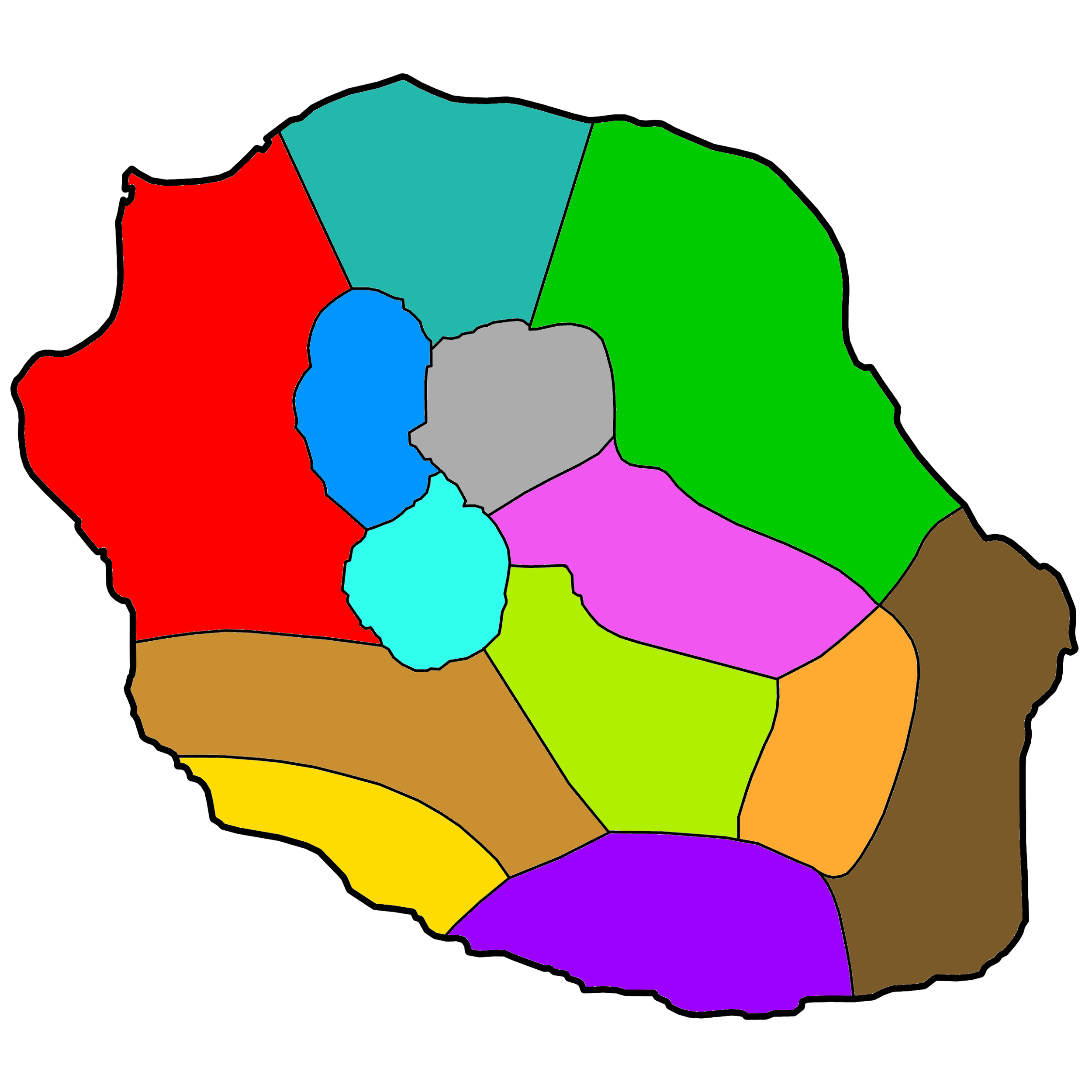
Microrégions climatiques selon Lossec et Rannou.
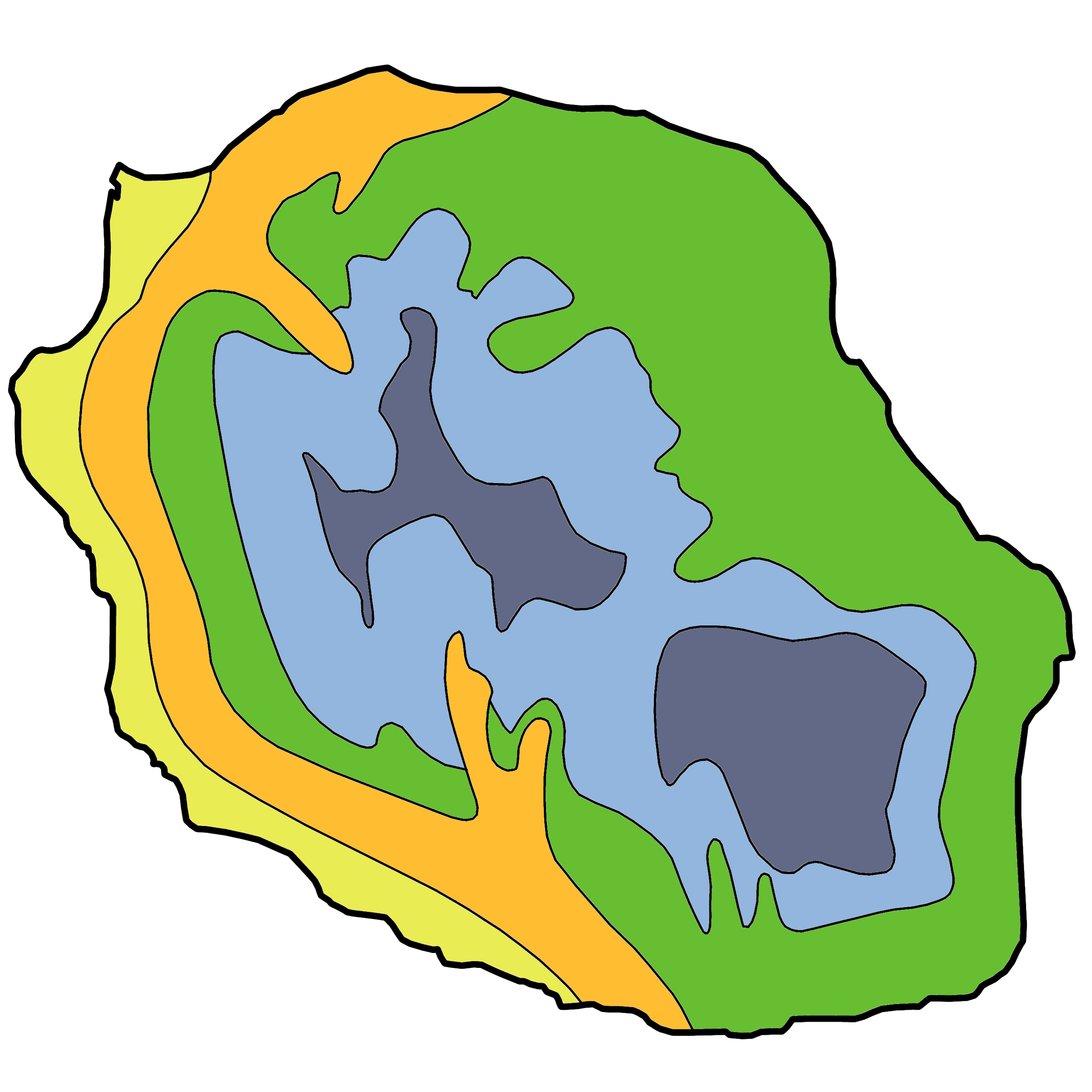
Zonage bioclimatique selon Cadet.
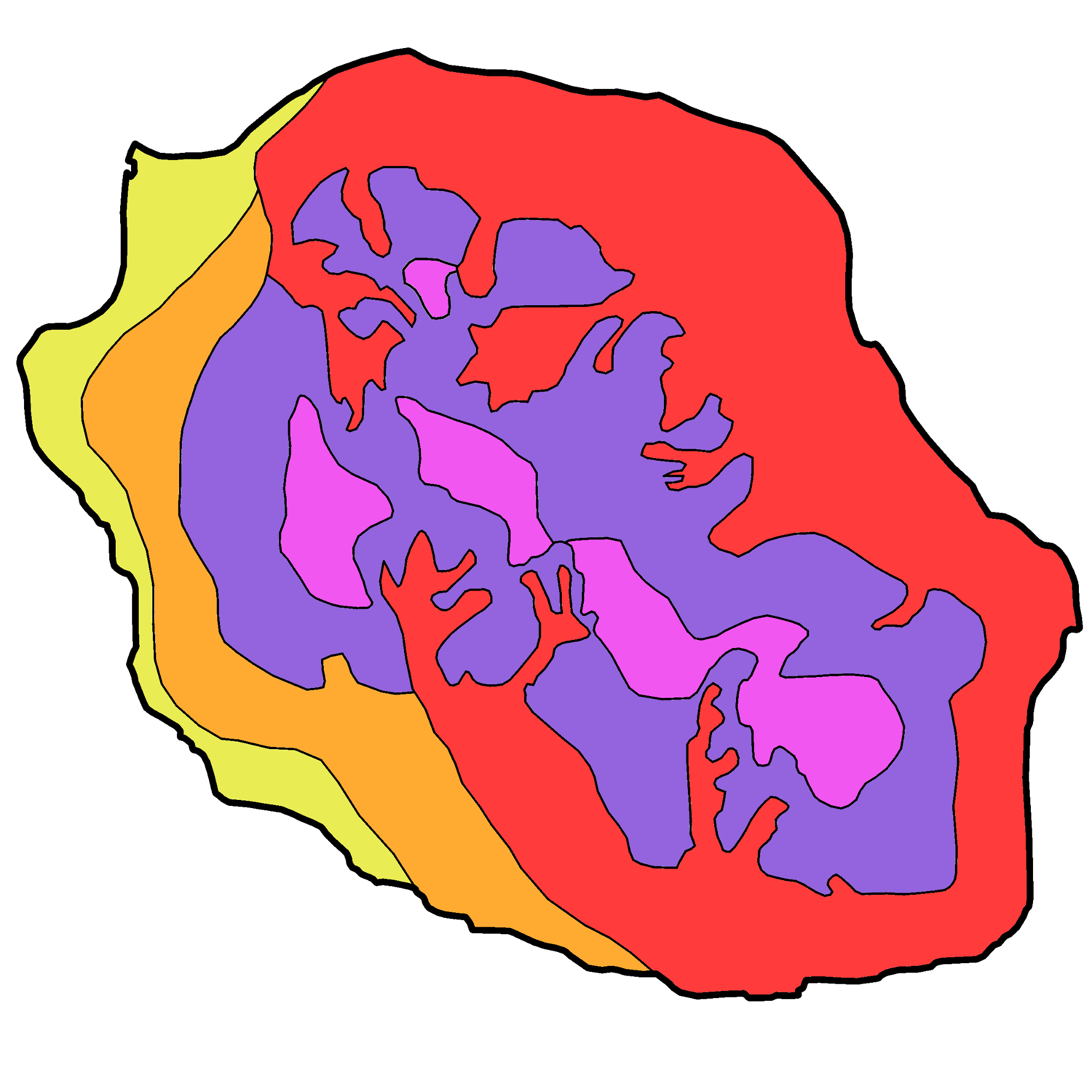
Zonage morphoclimatique selon Bougère.
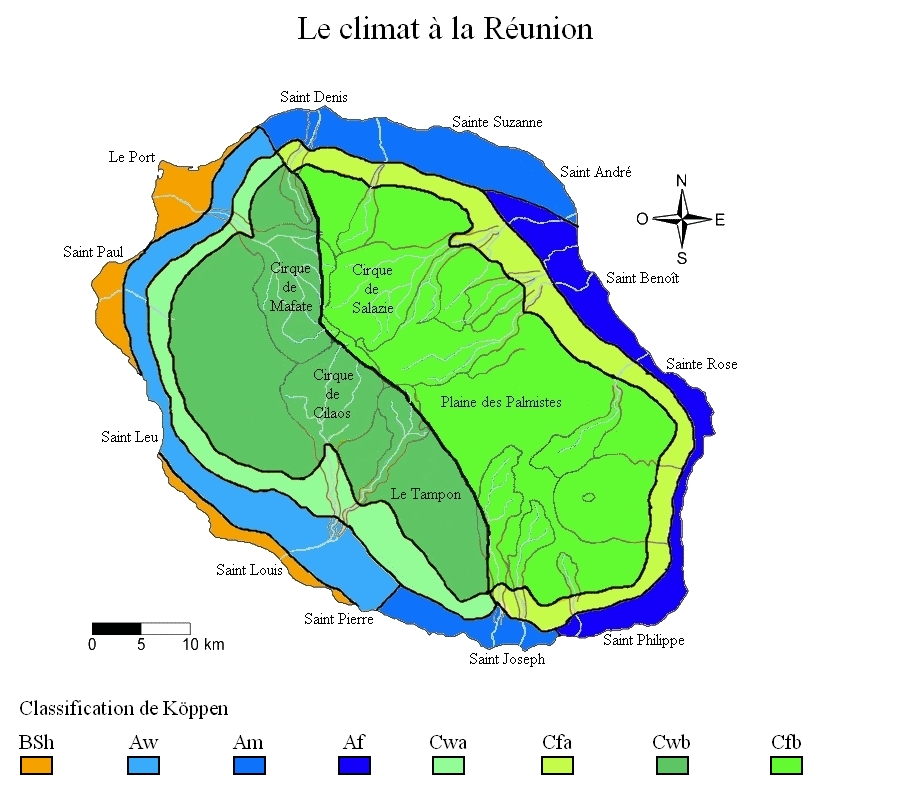
Découpage climatique de la Réunion selon la Classification de Köppen : BSh, Aw, Am, Af, Cwa, Cfa, Cwb et Cfb sont représentés.

## Climat et activités humaines

### Études et suivi météorologique
Météo-France est le principal acteur en matière de météorologie. Il est responsable de l'étude et du suivi du climat du département, et dispose d'une antenne locale, la Direction interrégionale de La Réunion. Celle-ci est également chargée de la même mission pour l'île de Mayotte, d'Europa, de la Grande Glorieuse, de Tromelin, de Juan de Nova, des Îles Kergelen, Crozet, d'Amsterdam et des TAAF. Sur l'île de La Réunion, la Direction de Météo France dispose d'un réseau de 96 points de mesure (2010), composé d'une station centrale à Saint-Denis, 75 stations automatiques et 20 stations climatologiques tenues par des bénévoles. Ceux-ci transmettent en temps réel de nombreux paramètres sur des échelles de temps variées, permettant d'alimenter les modèles de prévision météorologique. Météo-France travaille en collaboration avec l'Organisation Mondiale Météorologique.
Météo France pilote aussi le Centre météorologique régional spécialisé cyclones de La Réunion, une zone de surveillance du sud-ouest de l'océan Indien. Il émet des bulletins météorologiques en français et anglais en cas de besoin, à destination des bateaux faisant route dans la zone, mais également du grand public.
D'autres organisations suivent la météo dans le sud-ouest de l'océan Indien, sans être liées spécifiquement à La Réunion. Le Joint Typhoon Warning Center, qui a pour mission de suivre la formation et l'évolution des cyclones tropicaux, scrute en permanence cette zone de l'océan Indien. Leurs données peuvent alors être un complément aux services de prévision et d'alerte météorologiques locaux disposant de peu de moyens (Services météorologiques de Maurice ou de Madagascar).
L’Observatoire de l'Air de La Réunion (OAR) est une petite structure associative financée par des fonds publics : elle a pour objet l'analyse la qualité de l'air dans un but d'étude et de prévention. Ses outils suivent en permanence la pollution atmosphérique et la présence de pollen dans l'air. Mandatée par l'Agence régionale de santé, l'étude des pollens devrait permettre la création d'un calendrier des périodes sensibles.

### Économie
La diversité du climat permet à la Réunion d'avoir une production agricole diversifiée. En effet, si l'on ne peut pas parler à proprement parler d'étagement de culture comme dans les Andes, on observe une division entre la zone littorale et les Hauts. Le climat de la zone littorale permet la culture de fruits et de plantes de climat chaud : canne à sucre, ananas victoria, litchis, de manguier, bananiers, ou de manière plus anecdotique, noix de coco. Dans les climats plus tempérés régnant dans les hauteurs, on trouve des tomates, des salades, des choux, des pommes de terre, des lentilles, etc.
Cette diversité agricole fait, qu'au fil de l'année, certaines cultures arrivent à maturité lorsque d'autres cessent d'être productives.
Le climat de la Réunion présente un potentiel de développement énergétique durable important très tôt identifié. Une partie importante du système électrique local est alimenté par des énergies renouvelables.
L'île étant balayée en permanence par le vent, il existe un potentiel éolien qui n'est exploité aujourd'hui que très marginalement. Il n'existe que deux parcs éoliens, celui de La Perrière (10 MW) et celui de Sainte-Rose (6 MW). L'ensoleillement du département permet une production d'électricité photovoltaïque relativement efficace. Pourtant, il n'existe encore peu de peu de centrales solaires photovoltaïques (Pierrefond, 2,1 MW)[réf. souhaitée]. Le levier de l'énergie solaire est plus utilisé dans le secteur privé comme complément au réseau principal, comme en témoignent les 10 000 chauffe-eau solaires installés sur l'île.
Par ailleurs, en raison d'une pluviométrie très importante, l'écoulement d'eau de surface permet la mise en place d'infrastructures hydroélectriques, comme la centrale de Sainte-Rose (80 MW) ou celle de Takamaka (17,5 MW). En outre, cette disponibilité en eau douce permet une adduction publique peu coûteuse. Enfin, la houle qui agite les eaux marines laisse envisager la mise en fonction de fermes à vague.
Aujourd'hui, les autorités ont pris conscience de ce potentiel de développement et cet axe est devenu une priorité stratégique en matière d'énergie, comme en témoignent les ambitions du programme Réunion 2030-GERRI. Néanmoins, si les paramètres climatiques locaux offrent un potentiel de production énergétique, la climatisation des espaces de vie est un poste de consommation significatif, objet de sensibilisation et de prévention.
Les excès du climat local peuvent, à l’inverse, être la cause de perturbations économiques : confinement cyclonique, trafic aérien bloqué, routes couvertes d'éboulis, radiers submergés, dégâts cycloniques, entretien des réseaux, etc.

### Tourisme
L'inversion des saisons et le climat tropical participent à l'attrait touristique de la Réunion. L'île tropicale a une image de région escarpée où règne un air suave, baignée par une mer chaude et agrémentée d'une flore luxuriante. Le climat est en grande partie à l'origine de ces images, exploitées notamment dans la communication touristique.
Le climat est également directement à l'origine de certaines activités touristiques. La pluviométrie alimente en eaux les ravines et permet le rafting et le canyoning durant certaines périodes de l'année. Les ascendances d'air chaud font également le bonheur des parapentistes réunionnais.
Cependant, ce climat, dépeint comme idyllique, présente un revers parfois gênant pour certaines activités touristiques. Il est par exemple difficile de prévoir de manière fiable les évolutions météorologiques susceptibles de perturber un séjour de vacances (pluie, couvert nuageux sur les points de vue, etc.) Il est déjà arrivé que des randonneurs perdus dans la brume de la caldeira du Piton de la Fournaise soient morts de froid.
Selon la définition de l'Organisation mondiale du tourisme, on peut considérer qu'il existe un flux touristique interne à La Réunion. En effet, depuis au moins un siècle, les habitants des bas souffrant de la chaleur ont pour habitude de partir en vacances pour « prendre l'air » pur et frais des Hauts. Cette migration existe encore de nos jours.

### Culture, spécificités et adaptation
L'architecture a toujours été influencée par le climat local. L'habitat réunionnais, quoique d'une extrême diversité, doit répondre en permanence à deux exigences : être résistant et agréable. Les bâtiments doivent pouvoir résister aux cyclones, tandis que la chaleur et l'humidité ne doivent pas être sources d'inconfort pour les habitants. Très tôt, l'habitat traditionnel populaire constitué de cases créoles s'est développé selon ces deux maître-mots. Sur une base rectangulaire, les parois sont contreventées pour encaisser des rafales de vent, et les fenêtres sont protégées de volets en bois renforcé. La case n'a qu'un rez-de-chaussée, le toit n'étant pas utilisable en raison de la chaleur. La faible hauteur de l'édifice réduit par la même occasion sa prise au vent. Le plancher repose sur un vide sanitaire pour lutter contre l'humidité et se prémunir des pluies potentiellement torrentielles. De nombreuses autres optimisations techniques et esthétiques permettent de prévenir les infiltrations d'eau. Très tôt, la question de ventilation naturelle et de la protection contre l'action du Soleil ont été prises en compte.
Les demeures construites par la population aisée comportent systématiquement une varangue. De nombreux édifices disposent de balcons, de couloirs extérieurs et d'une cour intérieure permettant de vivre à l’abri dans un espace à la fois ombragé et aéré. Dans un contexte aisé, les jardins étaient munis de tonnelles et de kiosques, alors que dans le cas des habitations modestes, la transition intérieur-extérieur était floue, l'extérieur étant un espace de vie agréable à part entière.
Aujourd'hui encore, les climats réunionnais sont une donnée centrale à prendre en compte dans la conception des bâtiments. La ventilation naturelle, l'optimisation de l'albédo par la peinture blanche, l'orientation des fenêtres, l'ajout de brise-soleil de façade et les matériaux de construction sont des paramètres influencés par le climat local. De trop nombreux bâtiments mal construits n'ont aujourd'hui d'autres solutions que le recours à la ventilation artificielle et à la climatisation. Ainsi, la question de l'isolation thermique des bâtiments se pose même en milieu tropical, que ce soit dans la chaleur du littoral ou dans la fraîcheur des hauts de l'île. En effet, certaines personnes équipement leur logement d'appareil de chauffage. Ces enjeux sont bien intégrés par les pouvoirs publics comme en témoignent l'élaboration de multiples plans climat-énergie territoriaux sur l'île ou encore les travaux de l'Agence Régionale Énergie de La Réunion. On prône ainsi de plus en plus à l'architecture bioclimatique.

Exemples d'habitats locaux adaptés au climat
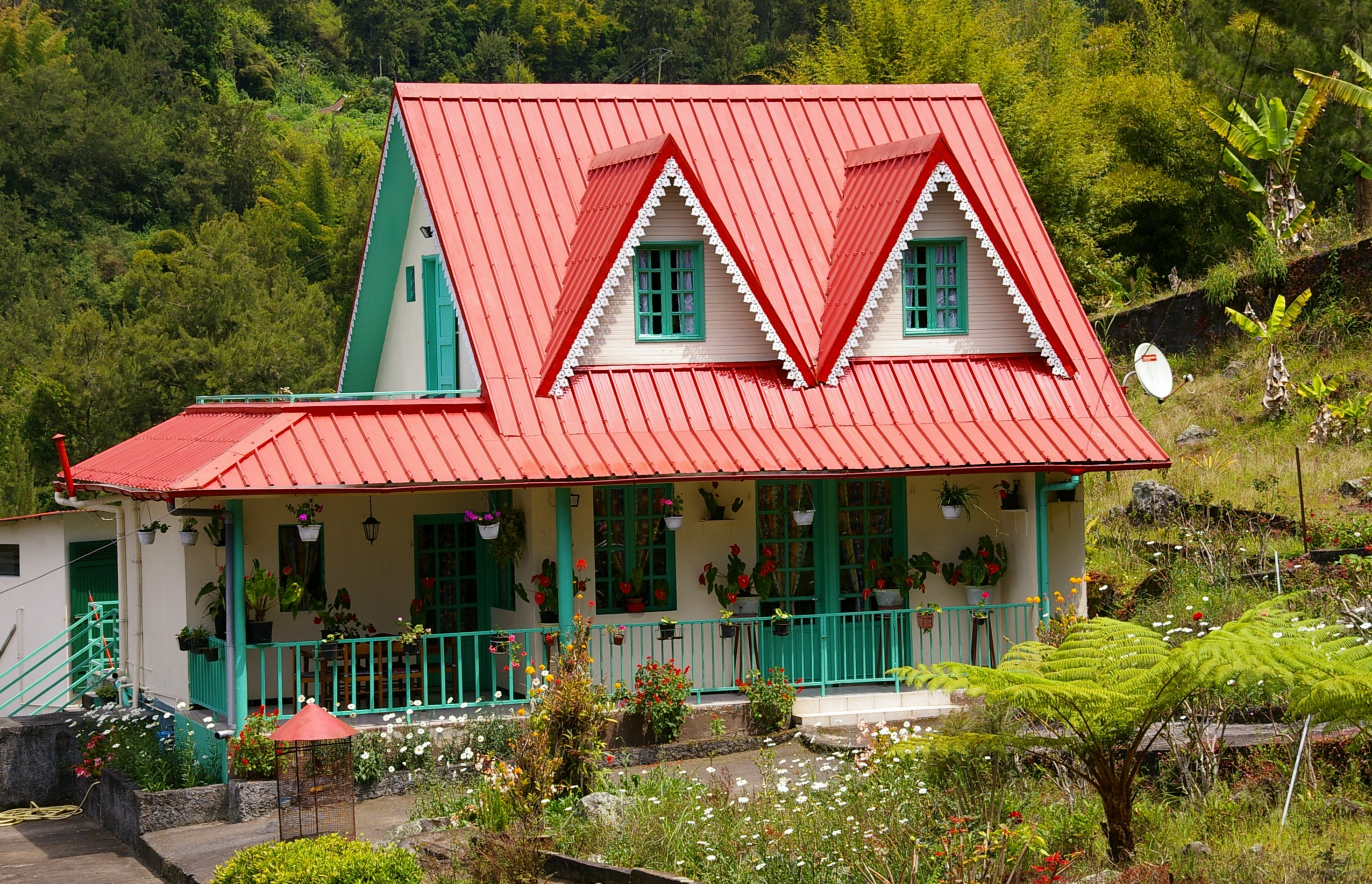
Case créole moderne. Ouverte et aérée.
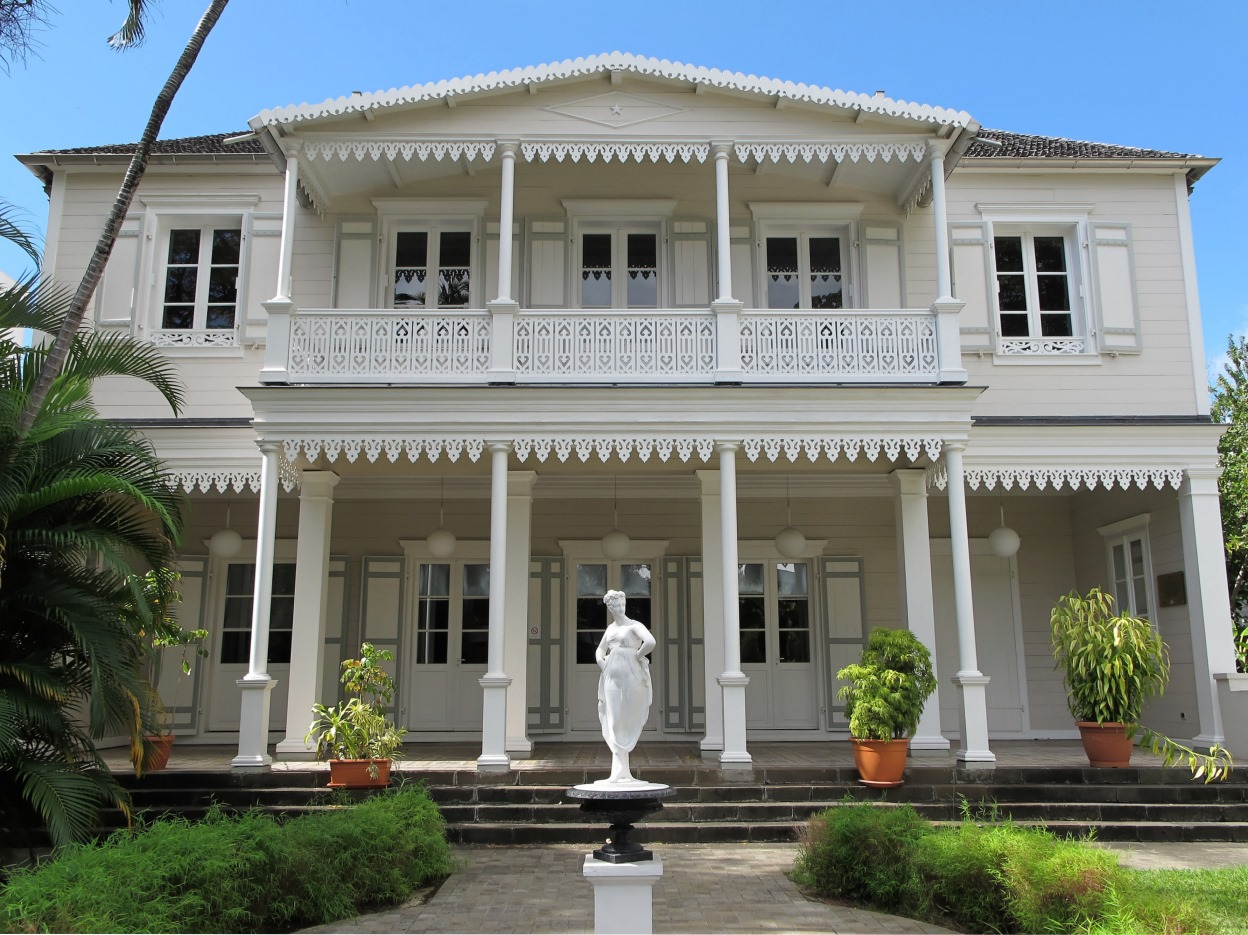
Demeure aérée et tournée vers l'extérieur.
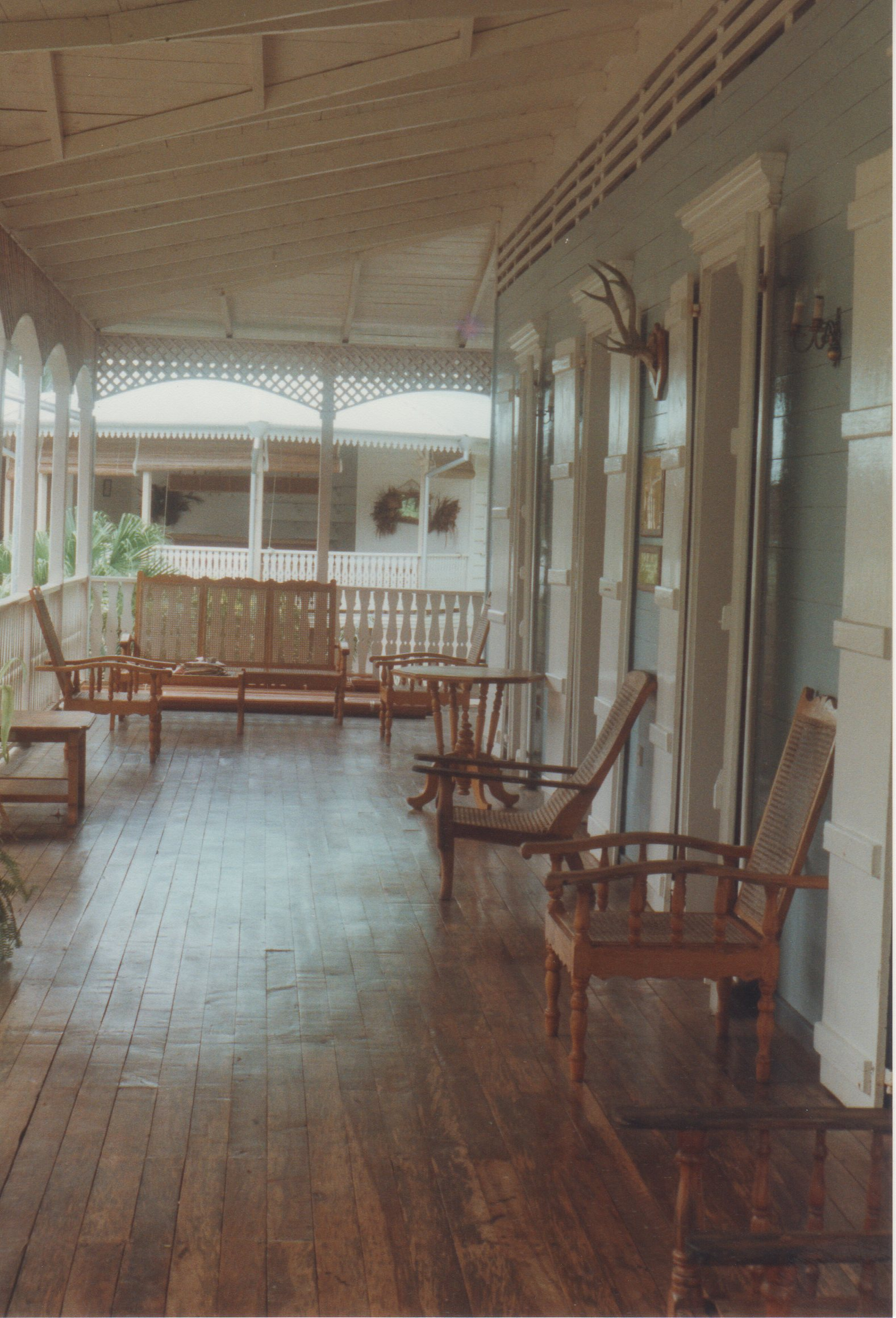
Varangue d'une case créole cossue.
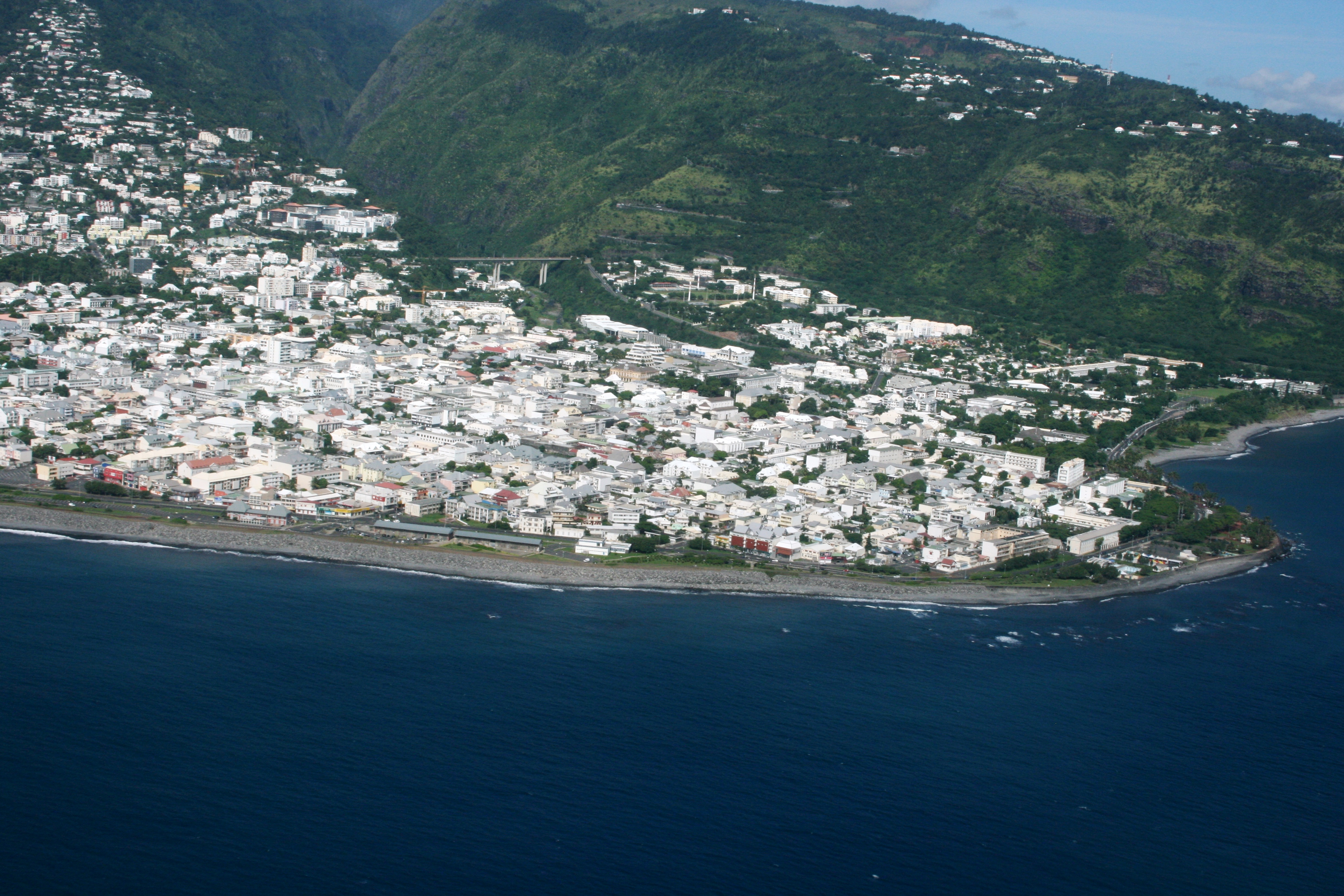
Prépondérance de la couleur blanche à Saint-Denis.

Sans que le climat en soi l'unique déterminant, l'habillement traditionnel créole est en général adapté à la chaleur. Les robes amples des femmes, les chemises des hommes, les chapeaux et les ombrelles, quoique non spécifiques à La Réunion, témoignent d'une adaptation au climat.
Dans un autre contexte, le climat a une influence sur la vie des Réunionnais. Le calendrier scolaire de l'Académie de La Réunion est assez différent de celui des élèves de métropole afin de s'adapter aux conditions climatiques. La rentrée scolaire arrive tout juste après la mi-août, tandis que les vacances de Noël s'étalent entre mi-décembre et fin-janvier. Cette longueur anormale de pause a pour but d'éviter aux élèves de mauvaises conditions d’apprentissage induites par la chaleur insupportable qui peut régner dans les salles de classe durant l'été austral. L'année scolaire se termine début juillet lorsque débute l’hiver austral. En 2013, des revendications avaient eu pour objet les dates de vacances et ont abouti à une optimisation du calendrier scolaire. Plus largement, la question de la pénibilité au travail peut se poser dans certains corps de métiers.

### Dans les arts

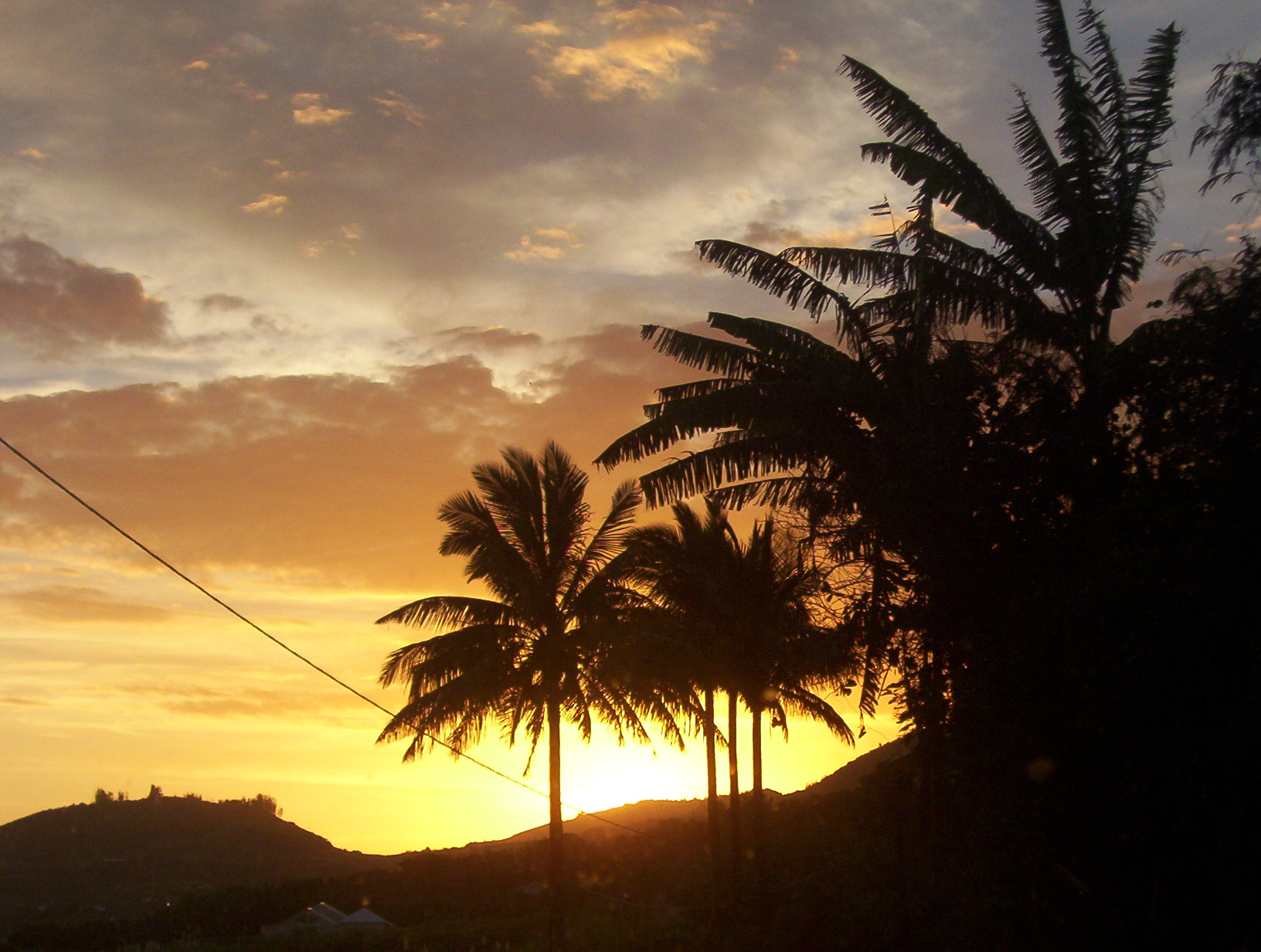
Un coucher de soleil typique de l'ouest.

Le climat de l'île au même titre que sa géographie, sa culture ou sa gastronomie fait partie intégrante de l'identité réunionnaise, dont on retrouve l'expression dans les arts où il est souvent transcrit positivement.
- On soupçonne que Bernardin de Saint-Pierre s'est inspiré d'une dépression cyclonique vécue durant son court séjour à Bourbon et en Isle de France pour l'écriture de Paul et Virginie, dans la tragique scène du naufrage[57],[93].
- Baudelaire a passé quelque temps dans les Mascareignes, où le climat qui y règne l'a beaucoup marqué. L'exotisme est le thème de plusieurs de ses poèmes. Sans citer directement La Réunion ou Maurice, Parfum exotique expose la douceur du climat de ces îles.
- Dans sa chanson Ça sent la banane, la vanille et le cumin, Jacqueline Farreyrol brosse un portrait onirique de La Réunion et de son climat à un ami de métropole.
- Keen'v, dans son tube Ma vie au soleil dépeint la magie et la clémence du climat des îles tropicales et fait mention de l'île de La Réunion, où le clip fut tourné[94].
- Le Séga réunionnais met souvent l'île à l'honneur, que ce soit pour sa beauté, son climat, son ambiance multiculturelle ou d'autres aspects.